# دودمان‌های ایران

قلمرو ایران در زمان سلسله‌های متفاوت

این فهرست دودمان‌های ایران است. ایران سرزمینی باستانی در غرب آسیاست که از شرق با شبه‌قارهٔ هند، آسیای مرکزی و چین؛ از غرب با بین‌النهرین و دنیای مدیترانه؛ از شمال با روسیه؛ و از جنوب با خلیج فارس و شبه‌جزیرهٔ عربستان همسایه است. ایران برای قرن‌های متمادی بر سر راه دو مسیر اصلی تجارت فراقاره‌ای — جادهٔ ابریشم در شمال و مرکز ایران؛ راه ادویه از جنوب آسیا و از طریق خلیج فارس — قرار داشت. این موقعیت، ایران را که قرن‌ها امپراتوری منطقه‌ای بود، به بستری برای تبادلات فرهنگی و تجاری با همسایگانش تبدیل کرده بود.
ایران باستان تمدنی دیرپاست که حداقل به هزارهٔ دوم قبل از میلاد می‌رسد. در ایران باستان امپراتوری‌های پهناور و قدرتمند ظهور کردند و مزدیسنا رایج بود. شاهنشاهی هخامنشی که توسط کوروش بزرگ در سال ۵۵۰ پیش از میلاد بنیان‌گذاری شد، بزرگ‌ترین امپراتوری جهان تا بدان روز بود که طی حمله اسکندر نابود شد. دوره امپراتوری‌های باستان با فتح ایران توسط مسلمانان در قرن هفتم میلادی به پایان رسید. ایران باستان رقبای بزرگی چون یونانی‌ها، رومی‌ها و بیزانسی‌ها داشت. از زمان حملهٔ عرب‌های مسلمان به ایران تا ظهور صفویان، ایران حکومت سراسری ملی نداشت اما به لحاظ فرهنگی به حیات خود ادامه داد و توانست فرهنگ متمایز خود را حفظ کند. در واقع، فرهنگ ایرانی به خصوص از قرن یازدهم میلادی به بعد در مرکز تمدن اسلامی بود. این کشور در قرن سیزدهم میلادی توسط مغول‌ها فتح شد. از ابتدای قرن شانزدهم که دولت صفوی روی کار آمد، ایران هویت سیاسی مستمری را حفظ کرده است. دودمان پهلوی آخرین سلسلهٔ پادشاهی ایرانی است.

## حکومت‌های پیش از آریایی‌هاو ایرانیان
گاه تاریخ ایران را از ورود آریایی‌ها که نام ایران نیز از ایشان گرفته شده است، به فلات ایران آغاز می‌کنند؛ ولی این به این معنی نیست که فلات ایران تا پیش از ورود ایشان خالی از سکنه یا تمدن بوده است. پیش از ورود آریاییان به فلات ایران تمدنهای بسیار کهنی در این محل شکفته و پژمرده شده بودند و تعدادی نیز هنوز شکوفا بودند. برای نمونه تمدن نوشیجان در ملایر شهر سوخته (در سیستان)،
تمدن ساکنان تپه سیلک (در کاشان)، تمدن مارلیک در (گیلان)
تمدن ایلام (در شمال خوزستان)،
تمدن منائیان (در بوکان، کردستان و جنوب آذربایجان غربی)،
تمدن پارسوا (در پیرانشهر)،
تمدن جیرفت (در کرمان)،
پادشاهی الیپی (در کرمانشاه (پایتخت) و کردستان)،
تمدن لولوبیان (در کرمانشاه (پایتخت)، کردستان و آذربایجان)،
گوتیان (در کردستان و کرمانشاه و آذربایجان)،
تپه حسنلو در جنوب آذربایجان غربی
تمدن گنج دره (در هرسین کرمانشاه)،
تمدن زیویه (در سقز کردستان)،
تمدن تپه گوران (در گیلانغرب کرمانشاه)
تمدن تپه‌های شیخی آباد و جانی (در دینور کرمانشاه)،
تمدن گودین تپه (در کنگاور کرمانشاه)، تپه علی کش در ایلام،
اسکندری (در هفشجان)،
تمدن اورارتو (در آذربایجان)،
تپه حصار (در دامغان سمنان)،
تپه شهداد (در کرمان)،
تپه گیان (در نهاوند همدان)،
تمدن کاسی‌ها (ابتدا در میان‌رودان و سپس در زاگرس)،
تپورها در تبرستان (مازندران) و…
در سرزمین ایران بودند.

## فهرست بر پایه قدمت

### دوران باستان
| نام | دوره (میلادی) | مؤسس          | منطقه                                                                             | پایتخت                              |
| --- | ------------- | ------------- | --------------------------------------------------------------------------------- | ----------------------------------- |
| شاهان ایلام | ۳۰۰۰–۵۳۰ ق‌م   | هومبابا       | ایلام                                                                             | شوش، انشان و غیره                   |
| مردمان جنوب غرب ایران از عصر برنز تا اوایل دورهٔ اسلامی؛ دشمنان دیرین اکد، بابل و آشور. گاه تحت سلطهٔ امپراتوری‌های بین‌النهرین و گاه مستقل بودند. تمدن عیلام با ممالک بین‌النهرین پیوندهایی داشت اما در مجموع دارای زبان، آداب و رسوم و هنر خاص خود بود. «پادشاهی عیلام» اصطلاحی است که چند دولت باستانی از هزارهٔ سوم تا قرن ششم ق‌م را در بر می‌گیرد. این پادشاهی، به مرکزیت شهر شوش، بر دشت‌های خوزستان، رشته کوه‌های زاگرس و سواحل خلیج فارس سلطه داشت. تاریخش به سه دوره تقسیم می‌شود: عیلام قدیم، عیلام میانه و عیلام نو. دورهٔ عیلام قدیم (حدود ۳۰۰۰ تا ۱۵۰۰ ق‌م) تعاملات و درگیری‌هایی با قدرت‌های بین‌النهرین مانند سلسله‌های اکدی و اور سوم داشتند. ظهور سلسله «سوکل‌مخ» دوره‌ای از افزایش نفوذ عیلام در سیاست و تجارت میان‌رودان را رقم زد. دورهٔ عیلام میانه (حدود ۱۵۰۰ تا ۱۰۵۰ ق‌م) شاهد دستاوردهای چشمگیر معماری مانند زیگورات چغازنبیل بود. روابط با سلسلهٔ کاسی در بابل از اتحاد به درگیری تغییر کرد و با تسلط نظامی عیلامی تحت رهبری پادشاهانی مانند شوتروک ناهونته به اوج رسید. دورهٔ عیلام نو (حدود ۱۰۵۰ تا ۵۸۵ ق‌م) با مبارزات علیه امپراتوری آشوری نو همراه بود که در نهایت منجر به غارت شوش در سال ۶۴۶ ق‌م شد. زبان و عناصر فرهنگی عیلامی همچنان در دورهٔ اولیهٔ هخامنشی نقش مهمی ایفا کرد و میراثی ماندگار در منطقه به جا گذاشت. |               |               |                                                                                   |                                     |
| پادشاهی ماد | ۶۹۴–۵۵۰ ق‌م    | دیاکو         | فلات ایران                                                                        | هگمتانه                             |
| مادها، مردمانی ایرانی‌تبار ساکن مرکز منطقهٔ زاگرس بودند. آن‌ها در ابتدای حکومتشان دست‌نشاندهٔ آشور بودند اما با بابلی‌ها متحد شدند و نهایتاً آشور را به زیر کشیدند. هووخشتره، پادشاه ماد در قرن هفتم ق‌م، نقشی اساسی در این پیروزی داشت. یافته‌های باستان‌شناسی از مادها بسیار اندک و اغلب اطلاعات موجود از منابع آشوری، بابلی و یونانی است و همین باعث می‌شود مشخص کردن ساختار و مرزهای پادشاهی مادها دشوار باشد. آخرین پادشاه ماد ایشتوویگو بود که دورانش با فتح هگمتانه توسط کوروش بزرگ در سال ۵۵۰ ق‌م به پایان رسید. |               |               |                                                                                   |                                     |
| هخامنشیان | ۵۵۰–۳۳۰ ق‌م    | کوروش بزرگ    | خاور نزدیک، شمال آفریقا، آسیای مرکزی، شمال هند و مناطقی در اروپا                  | بابل، پاسارگاد، هگمتانه، پارسه، شوش |
| در اواسط قرن ششم ق‌م توسط کوروش بزرگ تأسیس شد. بزرگ‌ترین امپراتوری باستانی جهان است و در زمان حیاتش هیچ همتایی نداشت. کوروش و پسرش کمبوجیه با فتح امپراتوری‌های وسیع خاور نزدیک — شامل اراضی سابق آشور، بابل، لیدیه، ماد و مصر — آن‌ها را در یک دولت واحد ادغام و برای اولین بار اوراسیا و آفریقا را به شکل تازه‌ای به یکدیگر متصل کردند. با مرگ کمبوجیه وارد دورهٔ آشوب شد اما داریوش بزرگ امپراتوری را آرام کرد. خشایارشا سیاست‌های پدر در تثبیت حاکمیت هخامنشیان را ادامه داد، اگرچه لشکرکشی‌اش به یونان موفقیت‌آمیز نبود. پادشاهان بعدی مانند اردشیر یکم و اردشیر دوم بر دورانی از ثبات و گاه جنگ‌های داخلی مانند شورش کوروش کوچک حکومت کردند. اردشیر سوم (۳۵۹–۳۳۸ ق‌م) توانست مصر را مجدداً مطیع کند، اما شاهنشاهی هخامنشی مدت کوتاهی بعد در زمان داریوش سوم در اثر حملهٔ اسکندر مقدونی سقوط کرد. از ویژگی‌های مهم شاهنشاهی هخامنشی رواداری نسبت به ادیان و فرهنگ‌های پرشمار قلمرویشان بود. این دولت مجموعه‌ای از اندیشه‌ها و نهادهای سیاسی، اقتصادی، هنری، نظامی و حقوقی را برقرار کرد که به مدت دویست و بیست سال به نحو شایسته‌ای دوام آورد و با وجود فتح آن توسط مقدونیان، تأثیر عمیقی بر تمدن‌های آینده گذاشت و به الگو یا پایه‌ای برای دولت‌های هلنیستی، اشکانی، ساسانی و اسلامی تبدیل شد.                                              |               |               |                                                                                   |                                     |
| مقدونیان | ۳۳۰–۳۰۱ ق‌م    | اسکندر مقدونی | خاور نزدیک، شمال آفریقا، مناطقی در اروپا، آسیای مرکزی و شمال هند                  | پلا                                 |
| فیلیپ دوم پادشاه مقدونیه با اصلاحات نظامی وسیع زمینه‌ساز حملهٔ مقدونیان به ایران شد. اسکندر سوم، پسر او، جاه طلبی‌های پدر را ادامه داد و در سال ۳۳۴ ق‌م ارتشی متحد از یونانیان و مقدونیان را به آسیای صغیر روانه کرد. اسکندر با پیروزی‌های قاطع در نبردهای گرانیک، ایسوس و گوگمل، داریوش سوم آخرین پادشاه هخامنشی را سرنگون کرد و کنترل امپراتوری پهناور هخامنشی را به دست گرفت. رویکرد اسکندر به حکومت، تلفیق عناصر مقدونی، یونانی و ایرانی بود. او شهرهای جدیدی مانند اسکندریه در مصر بنا کرد و آداب و رسوم ایرانی را در دربار خود برپا داشت – از جمله تعظیم در برابر پادشاه که سربازان مقدونی را خوش نیامد. اسکندر با زنی ایرانی به نام روشنک ازدواج کرد و ازدواج‌های مشابهی میان زنان ایرانی و سربازان مقدونی ترتیب داد. او عمدتاً مقامات محلی را برای موقعیت‌های اداری منصوب می‌کرد، اگرچه پادگان‌های مقدونی-یونانی بودند که مناطق را برای او حفظ می‌کردند. این سربازان از اینکه اسکندر لباس ایرانی می‌پوشید و سربازان بومی را در ارتش خود به خدمت گرفته بود، ناراضی بودند. پس از مرگ ناگهانی اسکندر در ۳۲۳ ق‌م، امپراتوری وسیع او در نتیجهٔ رقابت سردارانش برای قدرت به سرعت از هم پاشید. |               |               |                                                                                   |                                     |
| سلوکیان | ۳۰۵–۱۴۶ ق‌م    | سلوکوس یکم    | خاور نزدیک، آسیای صغیر و مرکزی، شمال هند                                          | سلوکیه، انطاکیه                     |
| پادشاهی یونانی به مرکزیت سوریه. بعد از مرگ اسکندر در سال ۳۲۳ ق م، سرداران امپراتوری او را طی سی سال جنگ تقسیم کردند. از فرات تا اقیانوس هند به سلوکوس رسید. در سال ۳۰۰ ق‌م سلوکوس پایتختش را به شمال سوریه منتقل کرد تا به یونان نزدیک‌تر باشد؛ دوری پایتخت از ایران قدرت اعمال ارادهٔ شاه را از آنان گرفت و سرداران یونانی و ایرانی در شرق فلات یکی پس از دیگری سر به شورش برداشتند. یکی از این‌ها ارشک بود که در حوالی سال ۲۴۷ ق‌م بر منطقهٔ پارت حاکم شد. سلوکیان تلاش‌های پیاپی برای پس‌گیری منطقه کردند اما توقیق دائمی نداشتند. اشکانیان تا سال ۱۲۹ ق‌م سلوکیان را از ایران بیرون راندند. |               |               |                                                                                   |                                     |
| اشکانیان | ‎۲۴۷ ق‌م–۲۲۴ م  | ارشک یکم      | فلات ایران، آسیای مرکزی و بین‌النهرین                                              | تیسفون، نسا و غیره                  |
| از طایفهٔ پرنی — از قبایل ایرانی آسیای مرکزی — بودند. مبدأ تاریخشان را سال ۲۴۷ ق‌م می‌دانستند ولی مشخص نیست چه واقعه‌ای در این سال رخ داده است. برای هشتاد سال حکومتی محلی در ساتراپی پارت باقی ماندند. مؤسس اصلی امپراتوری اشکانی به عنوان دولتی تأثیرگذار مهرداد یکم بود که چهل و سه سال — تا ۱۳۸/۷ ق‌م — حکومت کرد. فرهاد دوم سلوکیان را از ایران بیرون راند و می‌خواست باقی اراضی ایشان را هم فتح کند ولی حملهٔ سکاها مجبورش کرد به مرز شرقی بازگردد. اشکانیان سخت شکست خوردند و فرهاد هم کشته شد. تا عهد مهرداد دوم دوباره اوضاع به وفق مراد اشکانیان شده بود و مرزهای شرقی آرام و ارمنستان را هم مطیع کردند. در زمان ارد دوم برای اولین بار با رومیان روبرو شدند و در نبرد حران به سال ۵۳ ق‌م ارتش کراسوس رومی را سخت منهدم کردند. در طول نسل‌های آینده دو دولت بسیار با یکدیگر جنگیدند و هر بار یکی پیروز شد. نهایتاً اردشیر بابکان ساسانی — یکی از دست‌نشاندگان اشکانیان — اردوان چهارم آخرین پادشاه اشکانی را در نبرد هرمزدگان در حدود سال ۲۲۴ میلادی شکست داد. |               |               |                                                                                   |                                     |
| ساسانیان | ‎۲۲۴–۶۵۱       | اردشیر بابکان | فلات ایران، آسیای مرکزی، بین‌النهرین و شمال هند موقتا: مدیترانهٔ شرقی و شمال آفریقا | اصطخر، تیسفون                       |
| این شاهنشاهی که نامش «ایرانشهر» بود در سال ۲۲۴ میلادی توسط اردشیر بابکان تأسیس شد و قدرتی غالب در دوران باستان پسین و رقیب امپراتوری روم بود. فرمانروایانش، زرتشتی و از سلسلهٔ ساسانیان بودند و مشروعیت الهی‌شان را از نیای خود ساسان، موبد معبد آناهیتا، داشتند. شاپور یکم، پسر اردشیر، با فتوحات گسترده و به ویژه پیروزی بر امپراتوران روم مرزهای شاهنشاهی را گسترش داد و عصر شکوفایی فرهنگی و مذهبی به همراه آورد. شاپور دوم و یزدگرد یکم از مرزهای ایرانشهر در برابر هجوم طوایف چادرنشین مانند هون‌ها محافظت کردند. قباد یکم و خسرو انوشیروان عهدی از اصلاحات عظیم و شکوفایی فرهنگی را رهبری کردند و نهایتاً گسترهٔ شاهنشاهی در زمان خسرو پرویز به بیشترین حد خود رسید. با این حال، لشکرکشی‌های جاه‌طلبانهٔ او علیهٔ امپراتوری روم شرقی در نهایت منجر به زوال شاهنشاهی شد. دهه‌های پایانی این عصر با درگیری‌های داخلی و بی‌ثباتی همراه بود که زمینه‌ساز نابودی توسط مسلمانان در اواسط قرن هفتم میلادی بود. |               |               |                                                                                   |                                     |

### عصر خلافت
| خلفای راشدین | ‎۶۳۲–۶۶۱                                    | محمد                          | خاور نزدیک و شمال آفریقا                       | مدینه و کوفه                                      |
| در نیمهٔ اول قرن هفتم، جنبشی دینی (آخرالزمانی؟) تحت رهبری فردی به نام محمد در سرزمین حجاز شکل گرفت. پیروان محمد که «مؤمنان» نام داشتند، ابتدا مدینه و مکه را فتح کردند. سپس در سال ۶۳۲ یا ۶۳۴ به جنگ ایران و روم رفتند و شکستشان دادند. بر اساس منابع اسلامی — که همگی قرن‌ها بعد از مرگ محمد نوشته شده‌اند — محمد دو سال قبل از این جنگ‌ها درگذشته بود، ولی حداقل ۱۱ منبع غیر اسلامیِ معاصر و نیمه معاصرِ فتوحات، از محمد به عنوان رهبر مهاجمان یاد کرده‌اند. شاهنشاهی ساسانی در اثر این جنگ‌ها به‌طور کامل در سال ۶۵۱ سقوط کرد. بعد از مرگ محمد، چهار تن از بستگانش — ابوبکر، عمر، عثمان و علی — رهبری پیروانش را برعهده گرفتند. با قتل عثمان، دچار جنگ‌های داخلی شدند و علی هرگز نتوانست حکومت خود را تثبیت کند. او در نبرد صفین از معاویة به سال ۶۵۷ شکست خورد و چهار سال بعد توسط پیروان سابق خودش کشته شد. |                                            |                               |                                                |                                                   |
| بنی امیه سفیانیان | ‎۶۶۱–۶۸۳                                    | معاویة بن ابی‌سفیان            | خاور نزدیک، شمال آفریقا و شمال هند             | دمشق                                              |
| معاویة، امیر شام، مانند عثمان از طایفهٔ اموی بود و به خونخواهی او علیه علی و پیروانش برخاست. معاویة به دلیل جنگ‌های طولانی علیه رومیان لشکری زبده داشت و برای شکست پیروانِ بادیه‌نشین علی در موقعیت مناسبی بود. شاخهٔ سفیانی بنی امیه بعد از یزید و معاویة دوم به پایان رسید. |                                            |                               |                                                |                                                   |
| آل زبیر | ‎۶۸۳–۶۹۲                                    | عبدالله بن زبیر               | حجاز، بخش‌هایی از ایران، مناطق دیکر             | مکه                                               |
| شورشی ناموفق علیه بنی امیه توسط عبدالله بن زبیر که خودش را خلیفه نامید و بخش‌های وسیعی از قلمروی اموی را تحت سلطه داشت. از آل زبیر سکه‌هایی در بیشاپور فارس پیدا شده که بر روی آن‌ها نام محمد ضرب شده است؛ این اولین اشاره به محمد در اسناد اسلامی است که پیش از این غایب بود. |                                            |                               |                                                |                                                   |
| بنی امیه مروانیان | ‎۶۸۳–۷۵۰                                    | مروان بن حکم                  | خاور نزدیک، شمال آفریقا، اروپا و شمال هند      | دمشق و حران                                       |
| درحالی که به نظر می‌رسید دورهٔ اموی رو به اتمام است، مروان بن حکم — از اصحاب محمد و از اعضای طایفهٔ اموی — جانشین معاویة دوم شد. پسرش عبدالملک بن مروان شورش زبیریان را سرکوب کرد و سنگ بنای حکومت اسلامی و حتی دین رسمی اسلام را گذاشت. امروزه بسیاری از محققان جمع‌آوری و تثبیت قرآن را از اصلاحات عبدالملک محسوب می‌کنند. ورود سنت‌های ساسانی به دستگاه خلافت که در زمان عباسیان سرعت گرفت، در اواخر دورهٔ اموی آغاز شده بود. اگرچه اراضی خلافت را گسترش بسیار دادند، اما با مخالفت‌های دینی و اجتماعی روبرو شدند و نهایتاً در اثر جنبش سیاه‌جامگان در خراسان به رهبری ابومسلم خراسانی سقوط کردند. |                                            |                               |                                                |                                                   |
| بنی عباس | ‎۷۵۰–۱۵۱۷                                   | ابوالعباس سفاح                | خاور نزدیک، شمال آفریقا و شمال هند             | عمدتاً بغداد؛ همچنین کوفه، رقه و سامرا             |
| خودشان را از نسل عباس عموی محمد می‌دانستند و چون از اهل بیت محمد بودند مشروعیت دینی داشتند که بنی امیه فاقدش بود. در صد سال اولیهٔ حکومتشان به‌طور مداوم با شورش علویان روبرو بودند و برای تثبیت ادعایشان علیه نوادگان علی، به سنت‌های حکومت الهی ایرانی روی آوردند. اگرچه جنبشی عرب بودند اما در خاک ایران آغاز شدند، در طی قرون بیشتر و بیشتر ایرانی شدند و انتقال پایتخت از دمشق به بغداد نیز نمود دیگری از این رویکرد است. سه قرن اول عباسی اوج تمدن اسلام قرون وسطی از نظر دینی، علمی و هنری بود که عناصر ایرانی، یونانی و بیزانسی واردش شدند. از قرن نهم، وحدت سیاسی خلافت متزلزل شد و مجبور شدند حکومت مناطق مختلف مثل ایران و مصر را به امیران وفادار اما خودگردان مثل طاهریان و سامانیان بدهند. حکومت مستقیم عباسی منحصر به عراق شد اما با ظهور آل بویهٔ شیعه همان را هم از دست دادند و دست نشاندگان آن‌ها شدند. با ظهور سلجوقیان اوضاع برای عباسیان رو به بهبود نهاد و قدرتشان تا حدی احیا شد اما حملهٔ مغول به یک‌باره امیدهایشان را بر باد داد. هولاکو خان، مستعصم آخرین خلیفهٔ عباسی در بغداد را به سال ۱۲۵۸ کشت. |                                            |                               |                                                |                                                   |
| میان‌پرده‌های ایرانی |                                            |                               |                                                |                                                   |
| آل دابویه گاوباریان | ‎۶۴۰–۷۶۱                                    | گیل گیلانشاه                  | گیلان، رویان و سواحل طبرستان                   | ساری                                              |
| دودمانی از اسپهبدان ساسانی که از هجوم اسلام در پناه ماندند. اسپهبد خورشید به ابومسلم خراسانی در جنگ با منصور خلیفهٔ عباسی و به شورشیان زرتشتی در خراسان یاری رساند. به همین جهت عباسیان به طبرستان حمله و آل دابویه را نابود کردند. هرگز اسلام را نپذیرفتند و زرتشتی ماندند. |                                            |                               |                                                |                                                   |
| باوندیان | ‎۶۶۵–۱۳۴۹                                   | باو                           | ارتفاعات گیلان و طبرستان                       | فریم، ساری و آمل                                  |
| از سلسله‌های شمال ایران که در چند شاخه برای هفت قرن دوام آوردند. از قباد اول ساسانی نسل می‌بردند. تا قبل از حملهٔ اسلام به طبرستان تاریخشان به خوبی روشن نیست. در همین زمان اسلام آوردند. از مخالفان امامان شیعهٔ زیدی در طبرستان بودند. توسط کیاییان مازندران منقرض شدند. |                                            |                               |                                                |                                                   |
| شروان‌شاهان | ‎۷۹۹–اوایل قرن هفدهم                        | یزید بن مزید                  | قفقاز                                          | شماخی و باکو                                      |
| سلسله‌ای عرب‌تبار بود که توسط یزید بن مزید تأسیس شد و نهایتاً توسط صفویان از بین رفت. عنوان شروان‌شاه احتمالاً به زمان ساسانیان بازمی‌گردد. |                                            |                               |                                                |                                                   |
| جستانیان | اواخر قرن هشتم تا قرن یازدهم               | مرزبان بن جستان               | دیلم                                           | رودبار                                            |
| اواخر قرن هشتم به عنوان «ملوک دیلم» در منابع پدیدار شدند. آخرین مطلبی که در تاریخ دربارهٔ ایشان وجود دارد این است که مطیع سلجوقیان بوده‌اند. |                                            |                               |                                                |                                                   |
| علویان طبرستان | ‎۸۶۴–۹۲۸                                    | داعی کبیر                     | طبرستان                                        | آمل                                               |
| از سادات زیدی بودند که به طبرستان مهاجرت کردند. آنجا دولتی تأسیس کردند که نخستین دولت شیعی در ایران است. |                                            |                               |                                                |                                                   |
| ساجیان | ‎۸۸۹–۹۲۹                                    | محمد بن ابوالساج              | آذربایجان                                      | مراغه و اردبیل                                    |
| در اصل امیران عباسی در آذربایجان بودند و تبار سغدی داشتند ولی به لحاظ فرهنگی عرب بودند. تا آخر به عباسیان وفادار ماندند تا اینکه توسط امرای کرد و دیلمی منقرض شدند. |                                            |                               |                                                |                                                   |
| سلاریان | ‎قبل از ۹۱۶–حدود ۱۰۹۰                       | محمد بن مسافر                 | دیلم، آذربایجان و اران                         | طارم و شمیران                                     |
| سلسله‌ای دیلمی و مرتبط با جستانیان بودند و به مظفریان هم معروفند. آخرین خبر از ایشان در تاریخ دربارهٔ اطاعتشان از سلجوقیان است ولی محتملا توسط اسماعیلیان الموت از بین رفتند. |                                            |                               |                                                |                                                   |
| روادیان | ‎اوایل قرن دهم–۱۰۷۱                         | محمد بن حسین روادی            | آذربایجان                                      | تبریز                                             |
| احتمالا کردهای اصالتاً عرب بودند. اینان در ابتدا امیران عباسی بودند که با تضعیف ساجیان قدرت بیشتری یافتند. آخرینشان مملان بن وهسودان بود که توسط آلپ ارسلان سلجوقی خلع شد. |                                            |                               |                                                |                                                   |
| شدادیان | ‎۹۵۱–۱۱۷۴                                   | محمد بن شداد                  | اران و شرق ارمنستان                            | دوین، گنجه و آنی                                  |
| شدادیان هم احتمالاً کرد بودند و با همسایگان غیرمسلمانشان مثل رومی‌ها، ارمنی‌ها و گرجی‌ها در جنگ‌های مداوم. با ظهور سلجوقیان مطیع آنان شدند و آخرین امرایشان توسط گرجی‌ها از بین رفتند. |                                            |                               |                                                |                                                   |
| دلفیان | ‎آغاز قرن نهم–۸۹۷                           | عبدالعزیز بن ابودلف           | جبال                                           | کرج ابودلف                                        |
| از امیران عرب عباسیان در جبال. نهایتاً توسط خود خلفا منقرض شدند. |                                            |                               |                                                |                                                   |
| آل بویه | ‎۹۳۲–۱۰۶۲                                   | سه پسر بویه، خاصه علی بن بویه | شمال، غرب و جنوب ایران؛ عراق                   | شیراز، ری و بغداد                                 |
| سلسلهٔ بزرگ دیلمی که پس از تضعیف عباسیان در ایران سر برآوردند و خلافت را تحت سلطهٔ خود گرفتند. این دودمان توسط سه پسر بویه در اصفهان تأسیس شد و به سرعت بغداد را فتح کردند. در طول دوران طولانی حیاتشان، به امارات‌های مختلفی تقسیم شدند. بغداد را در سال ۱۰۵۵ به سلجوقیان و فارس را هفت سال بعد به ملوک شبانکاره واگذار کردند. آل بویه شیعهٔ احتمالاً زیدی بودند. مراسم‌های شیعی و پذیرش قرآن توسط اکثریت شیعیان در زمان ایشان روی داد. خودشان را از نسل ساسانیان می‌دانستند و نسبت به زرتشتیان، مسیحیان و یهودیان روادار بودند. |                                            |                               |                                                |                                                   |
| آل حسنویه | ‎۹۶۱–۱۰۱۵                                   | حسنویه بن حسین                | جنوب کردستان                                   | دینور                                             |
| سلسلهٔ کردتبار که تحت سلطهٔ آل بویه بودند. |                                            |                               |                                                |                                                   |
| بنی عیاران | ‎۹۹۱–اواخر قرن دوازدهم                      | ابوالفتح محمد                 | جنوب کردستان و لرستان                          |                                                   |
| سلسلهٔ کردتبار دیگری که توسط ابوالفتح محمد تأسیس شد. اینان سلطهٔ آل بویه و آل کاکویه را نپذیرفتند. آخرین اشاره‌ها به بنی عیاران در زمان حملهٔ سلجوقیان به عراق است. |                                            |                               |                                                |                                                   |
| آل کاکویه | ‎۱۰۰۸–میانه‌های قرن دوازدهم                  | ابن کاکویه                    | جبال و کردستان                                 | همدان، اصفهان و یزد                               |
| بعد از تضعیف آل بویه سر برآوردند و نهایتاً مطیع سلجوقیان شدند. آخرین اشاره به آنان دربارهٔ ازدواج دختر گرشاسب دوم با یکی از اتابکان یزد است. |                                            |                               |                                                |                                                   |
| زیاریان | ‎۹۳۱–حدود ۱۰۹۰                              | مرداویج                       | طبرستان و گرگان                                | اصفهان، ری، گرگان و آمل                           |
| مرداویج در جریان شورش اسفار بن شیرویه از فرصت استفاده کرد و بخش بزرگی از شمال ایران را در دست گرفت. سپس تا همدان و اصفهان هم پیشروی کرد اما توسط غلامان ترکش کشته شد. وشمگیر، برادر مرداویج، تنها توانست مناطقی در شرق دریای خزر را حفظ کند. زیاریان، خاصه قابوس بن وشمگیر، پشتیبانان علم و هنر و دانشمندانی چون ابوریحان بیرونی بودند. بعداً مطیع غزنویان و سلجوقیان شدند. قابوس‌نامه اثر کیکاووس بن اسکندر زیاری است. نهایتاً توسط اسماعیلیان شیعه منقرض شدند. |                                            |                               |                                                |                                                   |
| طاهریان | ‎۸۲۱–۸۹۱                                    | طاهر بن حسین                  | خراسان و بغداد                                 | نیشابور                                           |
| طاهر بن حسین احتمالاً از ایرانیان مسلمان شده بوده، ولی نویسندگان طاهری نسل او را به قبیلهٔ عرب بنی‌خزاعه رساندند. او از سرداران مأمون عباسی و ابتدا فرماندار بغداد و سپس امیر خراسان بود ولی در اواخر عمر نام خلیفه را از خطبه‌هایش انداخت. فرزندانش تا آخر به عباسیان وفادار ماندند. نهایتاً خراسان را به سال ۸۷۶ در نبرد با صفاریان از دست دادند، هرچند اعضای خاندان تا سال ۹۱۰ به عنوان فرماندهٔ نظامی بغداد به کارشان ادامه دادند. |                                            |                               |                                                |                                                   |
| سامانیان | ‎۸۱۹–۹۹۹                                    | احمد بن اسد                   | فرارود، خراسان، خوارزم، طبرستان و سیستان       | بخارا                                             |
| نسل سلسله به دهقانی به نام سامان‌خدا در بلخ می‌رسید هر چند خودشان را از تبار ساسانیان می‌دانستند. وقتی سامان‌خدا مسلمان شد، چهار نوهٔ او تحت سروری طاهریان در فرارود و هرات امارت یافتند. غلامان ترک که در قرون بعدی قدرت پیدا کردند، توسط سامانیان وارد سرزمین‌های خلافت اسلام شده بودند. بخارا مرکز تولد دوبارهٔ زبان و ادب فارسی بود و سرایش شاهنامه به دستور امیران سامانی توسط فردوسی آغاز شد. اسماعیل سامانی در سال ۹۰۰ عمرو لیث را شکست داد و خلیفه به امارت خراسان منصوبش کرد. اختلافات داخلی و شورش سپاهیان آل سامان را تضعیف کرد و نهایتاً غزنویان و آل افراسیاب تا سال ۱۰۰۵ از بینشان بردند. |                                            |                               |                                                |                                                   |
| صفاریان | ‎۸۶۱–۱۰۰۳                                   | یعقوب لیث                     | سیستان و شرق ایران                             | زرنگ                                              |
| سلسله توسط یعقوب و عمرو بن لیث تأسیس شد و برای مدت کوتاهی تقریباً تمام ایران را دربر گرفت. یعقوب ابتدا به کابل و سپس به طاهریان حمله برد و حکومتشان در خراسان را برانداخت. سپس قصد خودِ بغداد کرد اما در کرانهٔ دجله در سال ۸۷۶ شکست خورد و اندکی بعد درگذشت. صفاریان برخلاف سامانیان و طاهریان ضدخلفا بودند. بعد از مرگ یعقوب، برادرش عمرو توسط خلیفه به ناچار به عنوان امیر خراسان پذیرفته شد، ولی عمرو به فرارود حمله کرد و سخت از سامانیان شکست خورد و اسیر شد. صفاریان برای مدتی سیستان را تحت کنترل نگه داشتند اما نهایتاً توسط غزنویان منقرض شدند. |                                            |                               |                                                |                                                   |
| بانیجوریان | ‎۸۴۸–حدود ۹۰۸                               | هاشم بن بانیجور               | تخارستان                                       | بلخ                                               |
| دودمانی محلی تحت سلطهٔ سامانیان در تخارستان و هندوکش. به نظر از آغاز قرن دهم تخارستان را از دست دادند. |                                            |                               |                                                |                                                   |
| بنو الیاس | ‎۹۳۲–۹۶۸                                    | محمد بن الیاس                 | کرمان                                          | بردسیر                                            |
| محمد بن الیاس از سرداران سغدی نوح سامانی بود که بعد از بعد از شکست شورش برادران امیر در بخارا، به کرمان گریخت. آنجا، با استفاده از خلاء قدرتی که از تضعیف عباسیان باقی مانده بود قدرت را در دست گرفت. سی و شش سال حکومت کرد تا اینکه پسرانش برکنارش کردند. کرمان مدت کوتاهی بعد توسط آل بویه فتح شد. |                                            |                               |                                                |                                                   |
| آل محتاج | ۹۳۳–۵۴                                     | ابوبکر محمد                   | چغانیان                                        | چغانیان                                           |
| سلسلهٔ کوچکی در کرانهٔ شمالی جیحون. مشخص نیست اینان از نوادگان جغان خدایان قبل از اسلام بودند، یا اعرابِ فارسی‌زبان. به عنوان فرماندهان سامانی در خراسان فعال بودند و احتمالاً تا قرن یازدهم در چغانیان قدرت خود را حفظ کردند. |                                            |                               |                                                |                                                   |
| آل مأمون | ‎۹۹۵–۱۰۱۷                                   | مأمون بن محمد                 | خوارزم                                         | گرگانج                                            |
| یکی از چند سلسلهٔ معروف به خوارزمشاهان. بعد از پیشرفت گرگانج، آفریغیان کاث را خشونت از بین بردند و عنوان خوارزمشاه را تصاحب کردند. دورانشان کوتاه اما پربار بود: ابن سینا و ثعالبی تحت حمایتشان بودند. نهایتاً توسط سلطان محمود غزنوی از بین رفتند. |                                            |                               |                                                |                                                   |
| غوریان | ‎اوایل قرن هفتم–۱۲۱۵                        | امیر سوری                     | غور، خراسان و شمال غربی هند                    | فیروزکوه، هرات و غزنی                             |
| اهالی غور تا سال ۱۰۱۱ اسلام نیاوردند، تا اینکه غزنویان سلسلهٔ محلی شَنسَبانیان را مطیع خود کردند. اولین شخصیت به واقع تاریخی از این سلسله، عزالدین حسین است که سلطان سنجر را شناخت ولی بهرام‌شاه غزنوی تلاش کرد دوباره غوریان را مطیع کند که باعث شد غوریان در سال ۱۱۵۰ غزنی را فتح و غارت کنند. بعداً که سلجوقیان هم نابود شدند، غوریان مناطق وسیعی در داخل ایران — حتی تا ساحل دریای خزر — را تحت سلطهٔ خود گرفتند. در شرق نیز به جهاد علیه غیرمسلمانان هندی مشغول بودند. با مرگ معزالدین محمد در سال ۱۲۰۶ تضعیف شدند و سلطان جلال‌الدین خوارزمشاه باقی اراضیشان را فتح کرد. |                                            |                               |                                                |                                                   |
| پادوسبانیان | ‎میانه‌های قرن هفتم یا حدود ۱۱۰۰–قرن شانزدهم | پادوسبان یکم یا نصر بن شهریوش | رویان و رستمدار                                | کلار، کجور، رویان و رستمدار                       |
| سلسله‌ای از استندران طبرستان که نسل خودشان را به بادوسپان یکم، از اسپهبدان ساسانی می‌رساندند، ولی از قرن یازدهم در منابع پدیدار شده‌اند و تأیید انتسابشان ممکن نیست. حملهٔ مغول و تیمور را تاب آوردند اما نهایتاً در زمان شاه عباس اول صفوی منقرض شدند. |                                            |                               |                                                |                                                   |
| اسماعیلیان الموت | ‎۱۰۹۰–۱۲۵۶                                  | حسن صباح                      | مناطق کوهستانی ایران                           | الموت                                             |
| از شیعیان نزاری بودند که بعد از اختلاف با خلافت فاطمیان دعوت مستقلی در ایران به راه انداختند. حسن صباح قلعهٔ الموت را در دیلم فتح کرد و اسماعیلیان حملاتی نامنظم علیه سلجوقیان ترتیب دادند. قتل‌های سیاسی این گروه باعث آزار شیعیان اسماعیلی توسط حاکمان سنی شد. حسن بزرگ‌امید، چهارمین خداوند الموت، خودش را امام شیعه نامید. نهایتاً توسط هلاکو خان مغول به سال ۱۲۵۶ منقرض شدند. حشاشین یا Assassins در تخیلات عامه، ریشه در همین سلسله دارد. |                                            |                               |                                                |                                                   |
| هزاراسپیان اتابکان لر بزرگ | ‎۱۱۴۸–۱۴۲۴                                  | ابوطاهر بن محمد               | لرستان                                         | ایذه                                              |
| اتابکان لرستان یا لر بزرگ در شرق و جنوب لرستان. ابوطاهر ابتدا از سرداران سَلغُریان/اتابکان فارس بود و مدتی تا اصفهان را تحت سلطه داشت. نهایتاً توسط تیموریان منقرض شدند. |                                            |                               |                                                |                                                   |
| اتابکان یزد | ‎حدود ۱۱۴۱–۱۲۹۷                             | رکن‌الدین بن وردانزور          | یزد                                            | یزد                                               |
| شاخه‌ای از آل کاکویه بودند که توسط سلطان سنجر سلجوقی امارت یزد یافتند. بعداً مطیع مغولان شدند اما نهایتاً ایلخانان از بینشان بردند. |                                            |                               |                                                |                                                   |
| اتابکان لر کوچک | ‎۱۱۸۴–۱۵۹۷                                  | شجاع‌الدین خورشید              | لر کوچک                                        | خرم‌آباد                                           |
| دودمانی لر تبار که به خورشیدیان هم معروفند و بر لر کوچک حکومت کردند. آخرینشان شاهوردی خان بود که در زمان شاه عباس اول صفوی حکومتش را از دست داد. |                                            |                               |                                                |                                                   |
| شاهان نصری | ‎۱۰۳۰–۱۲۲۵                                  | نصر بن احمد                   | سیستان                                         | زرنگ                                              |
| شاهان نصری شاخه‌ای از ملوک نیمروز بودند. از آنان به عنوان نوادگان صفاریان نام برده شده است ولی با توجه به کتاب تاریخ سیستان، به نظر نمی‌رسد ارتباطی با آنان داشته باشند. نصریان در زمان غزنویان قدرت یافتند و تا سال ۱۲۲۲ توسط مغول‌ها از بین رفتند. |                                            |                               |                                                |                                                   |
| ظهور ترکان |                                            |                               |                                                |                                                   |
| غزنویان | ‎۹۷۷–۱۱۸۶                                   | سبکتگین                       | بخش‌های شرقی ایران بزرگ و شمال غربی شبه‌قاره هند | غزنی، و لاهور                                     |
| غزنویان نخستین سلسله تُرک‌نژاد در ایران بودند و به قدرت رسیدن آنها نشانگر ظهور ترکان در سپهر سیاسی ایران بود. این سلسله یک امپراتوری تُرک‌نژاد با فرهنگ ترکی-ایرانی و سنی‌مذهب بود که به عنوان مروج و ناشر اسلام مورد توجه و تأیید خلافت عباسی بود. سبکتگین بنیان‌گذار این دودمان، جزوی از قبیله برسخان بود. به عقیده مورخان ممکن است قبیلهٔ برسخان بخشی از ترکان قرلق باشد. نام‌آورترین شهریار این دودمان سلطان محمود غزنوی پسر سبکتگین، سلطنت غزنوی را مستقل ساخت و تا آمودریا، رود سند و اقیانوس هند در شرق و تا ری و همدان در غرب گسترش داد. در زمان سلطنت سلطان مسعود یکم پسر محمود، با شکست غزنویان از ترکان سلجوقی در نبرد دندانقان (۱۰۴۰ میلادی)، این دودمان رو به ناتوانی گذارد و چندی بعد بستر حوزه فرمانروایی‌اش به افغانستان، پاکستان و بخش‌هایی از هندوستان کنونی محدود شد. |                                            |                               |                                                |                                                   |
| سیمجوریان | ‎۹۱۳–۱۰۰۲                                   | سیمجور دواتی                  | مناطقی در خراسان                               | قهستان                                            |
| سلسله‌ای از غلامان ترکِ سامانیان. سیمجور، دوات‌دار اسماعیل بن احمد بود و مدتی صفاریان را از سیستان بیرون راند. با تضعیف سامانیان، سیمجوریان نیز از تاریخ محو شدند. |                                            |                               |                                                |                                                   |
| خوارزمشاهان غزنوی | ‎۱۰۱۷–۴۱                                    | آلتونتاش حاجب                 | خوارزم                                         |                                                   |
| امرای غزنوی بودند. اینان هم خودشان را خوارزمشاه می‌نامیدند. توسط شاه مالک، امیر ترک جنب، از بین رفتند. |                                            |                               |                                                |                                                   |
| آل افراسیاب | ‎۹۹۲–۱۲۱۲                                   | بیلگه کل قادر خان             | فرارود؛ فرغانه، هفت‌آب و ترکستان شرقی           | بلاساغون، کاشغر و سمرقند                          |
| سلسله‌ای از خاقانان ترک که قره‌خانیان هم نامیده می‌شوند اما به خاطر شاهنامهٔ فردوسی خودشان را آل افراسیاب نامیدند. اصلشان به ایلات ترک در قرن نهم می‌رسید ولی اولین بار در میانه‌های قرن دهم اسلام آوردند. به سال ۹۹۲ حسن بغره خان برای مدتی بخارا را فتح کرد و سرانجام قلمروی سامانیان را با غزنویان تقسیم کردند و جیحون مرز دو حکومت شد. اندکی قبل از حملهٔ چنگیز خان مغول توسط علاءالدین محمد خوارزمشاه به سال ۱۲۱۲ از بین رفتند. |                                            |                               |                                                |                                                   |
| سلجوقیان | ‎۱۰۴۰–۱۱۹۴                                  | طغرل بیک                      | ایران، عراق و شام                              | نیشابور، ری، اصفهان، مرو و همدان                  |
| ابتدا دسته‌ای از ایلات ترک در شمال دریای خزر بودند که در پایان قرن دهم اسلام آوردند و در خدمت سامانیان، غزنویان و آل افراسیاب وارد سرزمین‌های اسلامی شدند. با پیشروی عشایر ترک به داخل خراسان، رفته رفته اراضی غزنوی را گرفتند و رهبرشان طغرل بیک به سال ۱۰۳۸ در نیشابور خودش را سلطان نامید. به عنوان سنی‌های متعصب، آل بویهٔ شیعه و دیگر امیران دیلمی و کرد را شکست دادند و سرانجام، طغرل بیک در سال ۱۰۵۵ وارد بغداد شد و خلیفه او را به عنوان سلطان تأیید کرد. حکومتی بزرگ بر بنیاد سنت‌های سلطنتی ایران و اسلام با سربازانی متشکل از غلامان ترک و بیگ‌های ترکمان شکل دادند ولی به دلیل پیشینهٔ ایلاتی هرگز نتوانستند مانند غزنویان قدرت را در دست سلطان متمرکز کنند. در زمان آلپ ارسلان و ملکشاه یکم و تحت ادارهٔ نظام‌الملک به بزرگ‌ترین حد خود رسیدند. آلپ ارسلان در نبرد ملازگرد امپراتوری روم شرقی را به سال ۱۰۷۱ شکست داد و راه را برای تاخت و تاز ترکمانان در آناتولی/ترکیهٔ امروزی گشود. بعد از مرگ ملک‌شاه تضعیف شدند و قدرت اصلی به خراسان تحت سلطهٔ سنجر و محمد محدود شد. با احیای قدرت عباسیان بغداد را از دست دادند و با ظهور اتابکان در مناطق مختلف ایران قدرت سلطان حتی محدودتر شد. طغرل سوم، آخرین سلطان سلجوقی در ایران، توسط خوارزمشاهیان کشته شد. شاخه‌ای از سلجوقیان در قونیه به مدت یک قرن دوام آورد. |                                            |                               |                                                |                                                   |
| سلجوقیان کرمان آل قاورد | ‎۱۰۴۸–۱۱۸۸                                  | قاورد                         | کرمان و مکران                                  | کرمان و بم                                        |
| توسط قاورد پسر چغری بیک در کرمان تأسیس شد و حدود یک قرن دوام آورد. نهایتاً توسط ترکان اغوز از خراسان از بین رفت. |                                            |                               |                                                |                                                   |
| خوارزمشاهیان آل انوشتکین | ‎۱۰۷۷–۱۲۳۱                                  | انوشتکین غرچه                 | خوارزم؛ گاه در فرارود و مناطق درونی ایران      | گرگانج؛ بعد از مغول مدتی در سمرقند، غزنین و تبریز |
| انوشتکین غرچه، غلام ترک، ابتدا از امرای سلجوقی در خوارزم بود و اگرچه لقب خوارزمشاه هم گرفت ولی هیچگاه مستقل نشد. فرزندانش امرای موروثی خوارزم شدند و خود را خوارزمشاه خواندند. بعد از شکست سلجوقیان از قراختاییان، آل انوشتکین هم مطیع آنان شدند. چون قراختاییان نمی‌توانستند قدرت خود را در خوارزم اعمال کنند، عملاً شرق ایران به صحنهٔ رقابت آل انوشتکین و غوریان تبدیل شد. خوارزمشاهیان نهایتاً باقیماندگان سلجوقیان را از بین بردند و حتی برای خلفای عباسی خط و نشان کشیدند ولی بختشان به زودی با حملهٔ مغول در سال ۱۲۲۰ برگشت؛ چنگیز خان با شکست جلال‌الدین خوارزمشاه فرارود را فتح کرد. |                                            |                               |                                                |                                                   |
| احمدیلیان اتابکان مراغه | ‎۱۱۲۲–بعد از ۱۲۲۰                           | آق‌سنقر احمدیلی                | مراغه و روئین دژ                               | مراغه                                             |
| از اتابکان ترک در مراغه و روئین دژ که برای حدود یک قرن حکومت کردند. مراغه پیشتر تحت کنترل احمدیل بن ابراهیم، از امرای کرد سلجوقیان، بود و آق‌سنقر احتمالاً از نزدیکان او. آخرین اثری که از احمدیلیان در تاریخ هست، دربارهٔ زنی به نام سلافه خاتون است که بعد از غارت مراغه توسط مغول در سال ۱۲۲۱ هنوز آنجا حکومت می‌کرده است. |                                            |                               |                                                |                                                   |
| اتابکان آذربایجان ایلدگزیان | ‎حدود ۱۱۴۵–۱۲۲۵                             | ایلدگز                        | آذربایجان، اران و شمال جبال                    | نخجوان، همدان و تبریز                             |
| سلسلهٔ دیگری از اتابکان که بعد از تضعیف سلجوقیان در آذربایجان، اران و شمال جبال قدرت گرفتند. ایلدگز ابتدا از غلامان ترک قپچاق بود که توسط سلطان مسعود سلجوقی به عنوان امیر اران منصوب شد. در سال ۱۲۲۵ توسط جلال‌الدین خوارزمشاه از بین رفتند. |                                            |                               |                                                |                                                   |
| اتابکان فارس سَلغُریان | ‎۱۱۴۸–۱۲۸۲                                  | سنقر بن مودود                 | فارس                                           | شیراز                                             |
| سلسله‌ای از ترکمانان که برای یک قرن دست نشاندهٔ سلجوقیان و سپس خوارزمشاهیان و مغولان بودند. سعدی، شاعر بزرگ، بوستان و گلستان خویش را به دو تن از امرای این خاندان تقدیم کرده است. توسط ایلخانان منقرض شدند. |                                            |                               |                                                |                                                   |
| قلتغ خانیان | ‎۱۲۲۲–۱۳۰۷                                  | براق حاجب                     | کرمان                                          | کرمان                                             |
| خیتان بودند و در اصل ریشه در سرداران قراختاییان داشتند. براق حاجب توسط خلیفهٔ عباسی قلتغ سلطان نامیده شد و بعد از اسلام آوردن به حکومت کرمان گماشته شد. نوادگانش برای یک قرن حکومت کردند و بعداً امیرانِ ایلخانان شدند. قتلغ ترکن/ترکان خاتون و پادشاه خاتون از فرمانروایان زن و قدرتمند سلسله بودند. مظفریان فارس به واسطهٔ ازدواج با اعضای سلسله کرمان را در دست گرفتند. |                                            |                               |                                                |                                                   |

### از حملهٔ مغول تا برآمدن صفویان
| نام | دوره (میلادی)                         | مؤسس                    | منطقه                                      | مرکز                       |
| --- | ------------------------------------- | ----------------------- | ------------------------------------------ | -------------------------- |
| امپراتوری مغول چنگیزیان | ‎۱۲۵۶–۱۲۰۶ (فتح بغداد توسط هولاکو خان) | چنگیز خان               | آسیا و اروپای شرقی                         | آوارگا، قره‌قروم و خان بالق |
| مجموعه‌ای از قبایل مغول و ترک در شمال چین و سیبری بودند که تحت رهبری تموچین — معروف به چنگیز خان — ابتدا همسایگانشان و سپس سلسلهٔ جین را در سال ۱۲۱۵ فتح کردند. بعد از فتح هفت‌آب، با خوارزمشاهیان همسایه شدند. ابتدا روابطشان دوستانه بود اما بعد از کشتار سفرای چنگیز خان توسط امیر خوارزمشاهیِ اترار، چنگیز خان به سرزمین‌های اسلامی حمله کرد. ابتدا فرارود را در سال ‎۱۲۱۹–۲۰ فتح کردند. چنگیز خان پسر خود تولوی را به خراسان فرستاد و در سال ۱۲۲۱، جلال‌الدین خوارزمشاه به هند گریخت. دو پسر چنگیز سپس خوارزم و اطرافش را ویران کردند. خوارزمشاه نیز باقی عمرش را در فرار از آنان به سمت غرب ایران سپری کرد. فتوحات چنگیز خان بین چهار پسرش تقسیم شد؛ خوارزم در میان میراث نوهٔ او به نام باتو قرار گرفت. |                                       |                         |                                            |                            |
| ایلخانان | ‎۱۲۵۶–۱۳۵۳                             | هولاکو خان              | ایران، عراق و شرق و مرکز آناتولی           | مراغه، تبریز و سلطانیه     |
| منگوقاآن، خاقان مغول و نوهٔ چنگیز، برادر خود هولاکو را مأمور کرد تا فتوحات مغول در خاورمیانه را تثبیت کند. هولاکو ابتدا اسماعیلیان و سپس خلافت عباسی را از بین برد، اما از ممالیک مصر شکست خورد. او حکومتی در ایران پایه‌گذاری کرد و خودش را هم ایلخان نامید — نشانی از تابعیت در برابر خاقان مغول در چین. ایلخانان با ائتلافی از اردوی زرین و ممالیک مصر روبرو بودند و به همین دلیل سعی کردند با پادشاهان اروپا متحد شوند. نخستین حاکمانشان به مسیحیت و بودیسم گرایش داشتند. بعد از مرگ قوبلای خان در سال ۱۲۹۴، رابطهٔ ایلخانان ایران با خان مغول در چین گسست. غازان خان اسلام آورد ولی جانشینی از خود باقی نگذاشت و دو دهه بعد از او در زمان ابوسعید بهادرخان حکومتشان از هم پاشید. اگرچه با خون و آشوب آغاز شده بود، اما در مجموع دورهٔ پرباری برای ایران بود؛ تبریز و مراغه مرکز علم و هنر شدند و سبک‌های جدید هنری و معماری در سلطانیه سر برآوردند. با توجه به ماهیت بین‌المللی مغولان، تفکرات اقتصادی چینی و تاجران اروپایی به ایران آمدند. |                                       |                         |                                            |                            |
| کرتیان | ‎۱۲۴۵–۱۳۸۹                             | شمس الدین محمد یکم      | شرق خراسان                                 | هرات                       |
| سلسله‌ای مرتبط با غوریان. ابتدا مطیع ایلخانان بودند اما بعد از مرگ ابو سعید قلمروی خودشان را گسترش دادند. نهایتاً توسط تیمور از بین رفتند. |                                       |                         |                                            |                            |
| ملوک مهربانی | ‎۱۲۳۶–۱۵۰۱/۱۵۴۲                        | ملک شمس‌الدین علی        | سیستان                                     | زرنج                       |
| ملوک مهربانی هم مثل شاهان نصری شاخه‌ای از ملوک نیمروز بودند و از آنان نیز به عنوان نوادگان صفاریان نام برده شده است ولی مثل نصریان محتمل به نظر نمی‌رسد. ملوک مهربانی ابتدا دست نشاندهٔ خان بزرگ مغول و سپس ایلخانان بودند. نهایتاً توسط صفویان منقرض شدند. |                                       |                         |                                            |                            |
| آل مظفر | ‎۱۳۱۴–۹۳                               | امیر مبارزالدّین         | جنوب و غرب ایران                           | شیراز و یزد                |
| از اعراب خراسان بودند که بعد از تضعیف ایلخانان در کرمان، فارس و عراق عجم قدرت یافتند. شرف‌الدین مظفر در اصل از سرداران غازان خان بود. تا آخر درگیر جنگ داخلی و جنگ با سلسله‌های رقیب مثل جلایریان بودند تا اینکه تیمور ظهور و شاه شجاع اعلام اطاعت کرد. بعداً شاه منصور در نبرد با تیمور به سال ۱۳۹۳ کشته شد و تیمور بازماندگانش را کشتار کرد. با وجود بی‌ثباتی سیاسیشان، پشتیبان کسانی چون حافظ شیرازی و عضدالدین ایجی بودند. |                                       |                         |                                            |                            |
| آل اینجو | ‎۱۳۲۵–۵۳ حدوداً                         | شرف‌الدین محمودشاه اینجو | فارس                                       | شیراز                      |
| اولجایتوی ایلخان، شرف‌الدین محمود را به فارس فرستاد تا اینجو — املاک شاهی در ترکی و مغولی — را برایش اداره کند، ولی شرف‌الدین محمود عملاً مستقل شد. بعداً آرپاخانِ ایلخان اعدامش کرد. بازماندگانش مدتی بر سر یزد، کرمان و فارس جنگیدند تا اینکه توسط مظفریان از بین رفتند. |                                       |                         |                                            |                            |
| جلایریان | ‎۱۳۴۰–۱۴۳۲                             | شیخ حسن جلایر           | عراق، کردستان و آذربایجان                  | بغداد، تبریز و بصره        |
| از سلسله‌هایی که بعد از ایلخانان سر برآوردند. جلایریان ظاهراً از مغولانِ هولاکو خان بودند. حسن بزرگ توانست حسن کوچک (امیر چوپانی در آناتولی) را شکست دهد و بغداد را مرکز حکومتش کند. سلطان احمد جلایر از تیمور شکست خورد و به شام گریخت و بعد از مرگ تیمور به بغداد بازگشت. ولی دیگر بسیار ضعیف شده بودند و مدتی بعد آذربایجان و بغداد را به قراقویونلو واگذار کردند. تنها در بصره — به عنوان دست‌نشاندهٔ تیموریان — به حیاتشان ادامه دادند تا اینکه حسین دوم کشته شد. با توجه به اسم‌هایشان، شاید شیعه بوده باشند. |                                       |                         |                                            |                            |
| سربداران | ‎۱۳۳۷–۸۶                               | عبدالرزاق باشتینی       | غرب خراسان                                 | سبزوار                     |
| از مرگ ابوسعید بهادرخان تا ظهور تیمور بر سبزوار حکومت کردند. می‌توان تلاشی از سوی جمعیت بومی غرب خراسان برای حفظ نظم در پی سقوط مغولان محسوبشان کرد. جنبش سربداران در سال ۱۳۳۲ با شورش علیه مالیات مغولان آغاز و مدتی بعد وارد اتحادی سست با شیوخ شیعه شد. خواجه علی مؤید، آخرین رهبرشان، به تیمور پیوست و بعد از مرگش سرزمین‌های سربداران میان سرداران تیمور تقسیم شدند. |                                       |                         |                                            |                            |
| مرعشیان | ‎۱۳۵۹–۱۵۸۲                             | میربزرگ                 | طبرستان                                    | ساری                       |
| دودمانی شیعه در طبرستان که با قیام علیه چلاویان به قدرت رسیدند و از حامیان سربداران خراسان بودند. در زمان شاه عباس اول صفوی از بین رفتند. |                                       |                         |                                            |                            |
| تیموریان | ‎۱۳۷۰–۱۵۰۷                             | تیمور                   | فرارود و ایران                             | سمرقند و هرات              |
| مغولان ترک شده بودند. بعدها مدعی نسل چنگیزی شدند ولی خود تیمور هیچ‌گاه چنین ادعایی نکرد و به جای عنوان ترکی «خان»، با عنوان عربی-اسلامی «امیر» خطاب می‌شد. تیمور بعد از وصلت با دختری از تبار چنگیز خان، خودش را «گورگان» [داماد در مغولی] نامید. تیمور فتوحاتش را در فرارود و سپس در خوارزم و خراسان آغاز کرد. در جنگ پنج‌ساله از سال ۱۳۹۵، مظفریان فارس را نابود، اصفهان را غارت و جلایریان را از عراق بیرون کرد. جنوب روسیه و دهلی هند اهداف بعدی‌اش بودند. به سال ۱۴۰۲، سلطان بایزید عثمانی را در نبرد آنکارا شکست داد و اسیر کرد. قلمروی خود را بین پسرانش تقسیم و قبل از حمله به چین درگذشت. سه شاخهٔ اصلی تیموریان بعد از مرگش سر برآوردند. سمرقند بزرگشان بود اما سلطان حسین بایقرا، مهم‌ترین سلطان تیموریان متاخر، از هرات حکومت می‌کرد. بعد از مرگ تیمور مناطق غربی فتوحاتش به دست آق قویونلو و قره‌قویونلو افتاد. مناطق شرقی را نیز در حملهٔ ازبک‌ها از دست دادند.                                                                         |                                       |                         |                                            |                            |
| کیاییان | ‎۱۳۸۹–۱۵۹۲                             | سید علی کیا             | شرق گیلان                                  | لاهیجان                    |
| از سادات زیدی در بیه‌پیش — بخش شرقی گیلان — بودند که تا زمان شاه عباس اول صفوی بر منطقه حکومت کردند. شاه اسماعیل یکم صفوی نزد اینان پرورش یافته بود. |                                       |                         |                                            |                            |
| قره‌قویونلو | ‎۱۳۵۱–۱۴۶۹                             | قرامحمد                 | شرق آناتولی، عراق، غرب و شمال غرب ایران    | تبریز                      |
| دودمانی از ترکمانان بودند و جانشین جلایریان شدند. در سال ۱۳۸۲ قرامحمد از حاکمیت جلایریان مستفل شد. مهم‌ترین حاکمشان قرا یوسف بود که با تیمور جنگید اما شکست خورد. جهانشاه بعد از مرگ شاهرخ تیموری فارس، کرمان و حتی عمان را فتح کرد اما در جنگ با اوزون حسن — سلطان آق قویونلو — شکست خورد. پسرش حسنعلی بیگ تلاش کرد قلمروی پدرش را پس بگیرد اما او هم شکست خورد و در سال ۱۴۶۹ کشته شد. تمام متصرفاتشان به آق قویونلو رسید. |                                       |                         |                                            |                            |
| آق‌قویونلو | ‎۱۳۹۶–۱۵۰۸                             | قره عثمان               | شرق آناتولی و غرب ایران؛ بعداً فارس و کرمان | دیاربکر و تبریز            |
| سلسلهٔ دیگری از ترکمانان به مرکزیت دیاربکر. از قرن چهاردهم در ممالک روم شرقی به تاخت و تاز مشغول بودند و همین مسئله باعث شد قره عثمان بتواند با زنی از اشراف بیزانس ازدواج کند. این واقعه باعث افزایش قدرتشان شد و به دلیل هواداری از تیمور به حکومت دیاربکر رسیدند. در زمان اوزون حسن بالاخره موفق شدند قره‌قویونلو و تیموریان را شکست دهند و قدرتشان را تا خراسان برسانند. با این حال، سخت از عثمانی شکست خوردند و قلمرویشان وارد آشوب شد. به دلیل وصلت با شیخ جنید از طریقت صفویه، با پادشاهان صفوی مرتبط بودند. نهایتاً شاه اسماعیل صفوی در سال ۱۵۰۱ از بینشان برد. |                                       |                         |                                            |                            |
| مشعشعیان | ‎۱۴۳۵–۱۵۰۸ تا ۱۹۲۴ به عنوان والی       | سید محمد مشعشع          | خوزستان                                    | هویزه                      |
| جنبش عرب شیعی در جنوب خوزستان. سید محمد ظهور خود را حاجب امام زمان نامید. با افزایش قدرت شاه اسماعیل صفوی، مطیع او شدند و تا زمان رضاشاه پهلوی به عنوان والی خوزستان حکومت کردند. |                                       |                         |                                            |                            |

### دوران معاصر
| نام | دوره (میلادی) | مؤسس             | منطقه                                     | پایتخت                        |
| --- | ------------- | ---------------- | ----------------------------------------- | ----------------------------- |
| صفویان | ‎۱۵۰۱–۱۷۳۶     | شاه اسماعیل یکم  | ایران                                     | تبریز، قزوین و اصفهان         |
| اولین حاکمان همزمان بومی، مستقل و سراسری ایران از زمان اسلام. اجدادشان — رهبران طریقت صفویه در اردبیل — ابتدا سنی بودند اما با حضور میان ترکمانان شیعه شدند. شاه اسماعیل اول با شکست آق قویونلو و فتح آذربایجان در سال ۱۵۰۱ سلسله را بنیاد نهاد؛ سپس تمام ایران را فتح و شیعهٔ اثنی‌عشری را بر ایرانیان که تا آن زمان اکثریتشان سنی بودند تحمیل کرد. او حداقل با نظر به اشعارش برای خود جایگاهی خدایی قائل بوده است. بدین ترتیب پیروانش — قزلباشان — از نظر معنوی هم به او وفادار بودند. شاهان اولیهٔ صفوی با عثمانیان و ازبکان در جنگ بودند و سلطهٔ محکمی بر شهرهایی چون مشهد و هرات نداشتند. در سال ۱۵۱۴ از عثمانی در نبرد چالدران سخت شکست خوردند و بغداد و بخش‌های وسیعی از کردستان را از دست دادند و آذربایجان در معرض تاخت و تاز قرار گرفت. پس پایتختشان را از تبریز به قزوین و نهایتاً اصفهان منتقل کردند. اوج قدرتشان در دورهٔ شاه عباس اول بود که عثمانی را از آذربایجان و پرتغالی‌ها را بندرعباس بیرون کردند. بعد از شاه عباس دوم رو به زوال رفتند. افغان‌ها سر از اطاعت پیچیدند و در سال ۱۷۲۲ اصفهان را فتح و شاه سلطان حسین را برکنار کردند. بعداً شاه تهماسب دوم مدتی اصفهان حکومت کرد. از مدعیان صفوی تا زمان آقامحمدخان قاجار اخباری در دست است ولی هرگز بر اصفهان مسلط نشدند. |               |                  |                                           |                               |
| هوتکیان | ‎۱۷۰۹–۱۷۳۸     | میرویس خان هوتک  | جنوب افغانستان و مرکز ایران               | قندهار و اصفهان               |
| از افغان‌های غلجی در جنوب افغانستان فعلی بودند که در اثر نارضایتی از گرگین خان — امیرِ شاه سلطان حسین در قندهار — و با فتوای علمای مکه علیه صفویان برخاستند و تحت فرماندهی محمود هوتکی در سال ۱۷۲۲ اصفهان را فتح کردند، چراکه غیر از ایلات بختیاری، سایر قوای صفوی حمایت جدی از شاه سلطان حسین نکردند. یکی از پسران شاه — تهماسب میرزا — موفق به فرار از اصفهان شد که البته محمود هوتکی را بر آن داشت شاه سلطان حسین را بکشد. هوتکیان تنها بر اصفهان و مرکز ایران چیره شدند. ملک محمود سیستانی، از متحدانشان، به خراسان لشکرکشی کرد که همین او را در برابر نَدر قلی افشار (نادرشاه آینده) قرار داد و وقایع بعدی را رقم زد. |               |                  |                                           |                               |
| افشاریان | ‎۱۷۳۶–۱۷۹۶     | نادرشاه          | ایران؛ بعداً فقط خراسان                    | مشهد                          |
| دودمانی که توسط نادرشاه — از خوانین ایل افشار، طایفهٔ ترکمانی در خراسان — به مرکزیت مشهد تأسیس شد و برای مدتی بر ایران و سپس بر خراسان حکومت کرد. وقتی بخش‌های وسیعی از اراضی ایران تحت سلطهٔ افغان‌ها بودند و شاه تهماسب آواره بود، شخصی به نام نَدر قلی افشار به خدمت او درآمد. او تا سال ۱۷۲۷ افغان‌ها را از ایران بیرون کرده بود و شاه تهماسب به عنوان پاداش به امارت خراسان، کرمان، سیستان و مازندران گماشتش. نادر از همین زمان مثل حاکمی مستقل رفتار می‌کرد. بعداً که تهماسب عهدنامه‌های نامطلوبی با عثمانی و روسیه بست، نادر از فرصت بهره برد او را برکنار و مدتی بعد در سال ۱۷۳۶ خود را پادشاه ایران اعلام کرد. نادرشاه تلاش کرد با حذف شیعهٔ اثنی‌عشری و جایگزینی آن با شیعهٔ جعفری با عثمانی صلح دائمی کند، ولی موفق نشد. در سال‌های ‎۱۷۳۸–۹ به هند حمله و مناطقی از آن را اشغال کرد. در آخر عمر بی‌رحم و ظالم شد تا اینکه خوانین افشار و قاجار در سال ۱۷۴۷ وی را به قتل رساندند. جانشینانش تنها توانستند خراسان را نگاه دارند، تا اینکه آقامحمدخان قاجار در سال ۱۷۹۶ آنجا را فتح کرد. |               |                  |                                           |                               |
| درانیان | ‎۱۷۴۷–۱۸۲۶     | احمدشاه درانی    | از مشهد تا دهلی و از آمودریا تا دریای عرب | قندهار ، کابل ، پیشاور و هرات |
| زندیان | ‎۱۷۵۱–۱۷۹۴     | کریم‌خان زند      | ایران، غیر از خراسان                      | شیراز                         |
| ایران بعد از مرگ نادرشاه در آشوب فرورفت و فرماندهان او و خوانین مختلف هر کدام بر ولایتی چیره شدند. جنوب ایران و شهر اصفهان ابتدا در سلطهٔ علی‌مردان‌خان چهارلنگ بود اما بعد از قتل او، محمدکریم‌خان — رهبر ایل زند، از طوایف لرها — حاکم اصلی جنوب ایران شد. کریم‌خان زند توانست با شکست دادن محمدحسن‌خان قاجار تقریباً بر تمام ایران به استثنای خراسان چیره شود، ولی خود را شاه ننامید و به عنوان وکیل الدولهٔ شاه اسماعیل سوم صفوی حکومت کرد. حاکم معتدلی بود و تلاش کرد با کشورهای خارجی، خاصه بریتانیا، روابط تجاری برقرار کند. بعد از نزدیک به سه دهه حکومت درگذشت و جانشینانش وارد جنگ داخلی شدند. در آخر علیمرادخان پیروز شد اما مدت کوتاهی بعد درگذشت. در زمان جعفرخان زند، قاجارها دوباره قدرت یافتند و موفق شدند تا اصفهان پیشروی کنند. آخرین خان زند لطفعلی‌خان بود که تلاش کرد آقامحمدخان را شکست دهد اما در کرمان اسیر و به‌طور بی رحمانه‌ای کشته شد. |               |                  |                                           |                               |
| قاجاریان | ‎۱۷۹۶–۱۹۲۵     | آقامحمدخان قاجار | ایران                                     | تهران                         |
| قاجارها از قبایل قزلباش حامی شاه اسماعیل صفوی و ساکن مازندران بودند. بعد از سقوط صفویان قدرت بیشتری گرفتند و سرانجام با نابودی زندیان و افشاریان تا سال ۱۷۹۶ تحت رهبری آقامحمدخان تمام ایران را یکپارچه کردند. آقامحمدخان همچنین پایتخت ایران را از اصفهان به تهران منتقل کرد. قفقاز و هرات به ترتیب در جنگ با روسیه در زمان فتحعلی‌شاه و جنگ با بریتانیا در زمان محمدشاه و ناصرالدین‌شاه از دست رفتند. با این حال، موفق شدند با ایجاد توازن میان قدرت‌های اروپایی ایران را — برخلاف عثمانی — واحد نگه دارند ولی کشور از نظر مالی به اروپایی‌ها بدهکار شد. جنبش لیبرالی در سال ۱۹۰۶ در عهد مظفرالدین‌شاه منجر به انقلاب مشروطه و تشکیل مجلس شورای ملی شد. با آغاز جنگ جهانی اول، عثمانی، روسیه و بریتانیا اراضی کشور بی‌طرف ایران را اشغال کردند که حاصلش هرج و مرج و قحطی بود. نهایتاً رضاخان پهلوی کشور را آرام و مجلس قاجاریه را عزل کرد. |               |                  |                                           |                               |
| پهلوی | ‎۱۹۲۵–۱۹۷۹     | رضاشاه           | ایران                                     | تهران                         |
| رضاخان از فرماندهان قوای قزاق بود که با کودتای سوم اسفند ۱۹۲۱/۱۲۹۹ به قدرت رسید و در سال ۱۹۲۵ توسط مجلس مؤسسان شاه اعلام شد. رضاشاه در طول شانزده سال حکومت خود تلاش کرد کشوری بسازد که بتواند روی پای خودش بایستد و این کار را از طریق تمرکز قدرت و ایجاد بروکراسی پیشرفته پی گرفت. در طول دوران پادشاهی او، کشور پیشرفت‌های عظیمی در زمینه‌های صنعتی‌سازی، راه‌های ارتباطی مدرن و ایجاد نظام‌های آموزشی و قضایی سکولار داشت، هرچند آزادی بیان را محدود کرد. با اشغال ایران در جنگ جهانی دوم، تحت فشار شوروی و بریتانیا استعفا داد. پسرش محمدرضاشاه تلاش کرد راه پدر را ادامه دهد ولی مخالفان اسلامی، کمونیست و ناسیونالیست با او به مخالفت برخاستند. در هر حال، او نیز اصلاحات ارضی و آموزشی موفقی انجام داد و درآمد ملی ایران در عهد او ۴۲۳ برابر شد، تا اینکه کاهش قیمت نفت از سال ۱۹۷۵ تورم و نارضایتی‌ها را افزایش داد و مخالفان، خاصه روحانیون شیعه، از این فرصت بهره بردند. پهلوی که حاضر نبود مردمش را بکشد، در ژانویهٔ ۱۹۷۹ (دی ۱۳۵۷) ایران را ترک کرد. یک جمهوری اسلامی بر ایران چیره شد که با هرچه پهلوی‌ها به دست آوردند سر ستیز و مخالفت دارد. |               |                  |                                           |                               |

## فهرست بر پایه مدت فرمانروایی
| ردیف | نام سلسله            | مدت      | بنیان‌گذاری | فروپاشی    | منبع                        |
| ---- | -------------------- | -------- | ---------- | ---------- | --------------------------- |
| ۱    | تمدن ایلام           | ۲۶۶۱ سال | ۳۲۰۰ پ. م  | ۵۳۹ پ. م   | [ ۴۶ ]                      |
| ۲    | پادوسپانیان          | ۹۴۳ سال  | ۶۵۵ م      | ۱۵۹۸       | [ ۵۳ ]                      |
| ۳    | باوندیان             | ۶۹۴ سال  | ۶۵۵ م      | ۱۳۴۹       | [ ۵۴ ]                      |
| ۴    | شاهنشاهی اشکانی      | ۴۷۱ سال  | ۲۴۷ پ. م   | ۲۲۴ م      | [ ۵۶ ] [ ۵۷ ]               |
| ۵    | شاهنشاهی ساسانی      | ۴۲۷ سال  | ۲۲۴ م      | ۶۵۱ م      | [ ۵۸ ]                      |
| ۶    | شاهنشاهی صفوی        | ۲۳۵ سال  | ۱۵۰۱       | ۱۷۳۶       | [ ۵۹ ] [ ۶۰ ]               |
| ۷    | شاهنشاهی هخامنشی     | ۲۲۰ سال  | ۵۵۰ پ. م   | ۳۳۰ پ. م   | [ ۶۱ ] [ ۶۲ ] [ ۶۳ ]        |
| ۸    | امپراتوری غزنوی      | ۲۱۵ سال  | ۹۶۳ م      | ۱۱۷۸ م     | [ ۶۴ ] [ ۶۵ ] [ ۶۶ ]        |
| ۹    | سلسله سامانیان       | ۱۸۵ سال  | ۸۱۹ م      | ۱۰۰۴ م     | [ ۶۷ ] [ ۶۸ ]               |
| ۱۰   | امپراتوری سلجوقی     | ۱۵۷ سال  | ۱۰۳۷       | ۱۱۹۴       | [ ۶۹ ] [ ۷۰ ]               |
| ۱۱   | شاهنشاهی ماد         | ۱۵۰ سال  | ۷۲۸ پ. م   | ۵۵۰ پ. م   | [ ۷۱ ] [ ۷۱ ]               |
| ۱۲   | سلسله صفاریان        | ۱۴۱ سال  | ۸۶۱ م      | ۱۰۰۲ م     | [ ۷۲ ] [ ۷۳ ]               |
| ۱۳   | سلسله قاجاریان       | ۱۲۹ سال  | ۱۷۹۶       | ۱۹۲۵       | [ ۷۴ ] [ ۷۵ ] [ ۷۶ ] [ ۷۷ ] |
| ۱۴   | سلسله بوئیان         | ۱۲۳سال   | ۹۳۲        | ۱۰۵۵       |                             |
| ۱۵   | امپراتوری خوارزمشاهی | ۱۲۱ سال  | ۱۰۹۸       | ۱۲۱۹       | [ ۷۸ ] [ ۷۹ ]               |
| ۱۶   | دودمان گاوباریان     | ۱۱۸ سال  | ۶۴۲ م      | ۷۶۰ م      | [ ۸۰ ]                      |
| ۱۷   | امپراتوری درانی      | ۷۹ سال   | ۱۷۴۷       | ۱۸۲۶       | [ ۸۱ ]                      |
| ۱۸   | آل مظفر              | ۷۹ سال   | ۱۳۱۴       | ۱۳۹۳       | [ ۸۲ ]                      |
| ۱۹   | سلسله غوریان         | ۶۷ سال   | ۱۱۴۸       | ۱۲۱۵       | [ ۸۳ ] [ ۸۴ ]               |
| ۲۰   | امپراتوری افشاری     | ۶۰ سال   | ۱۷۳۶       | ۱۷۹۶       | [ ۸۵ ] [ ۸۶ ] [ ۸۷ ]        |
| ۲۱   | شاهنشاهی پهلوی       | ۵۴ سال   | ۱۹۲۵       | ۱۹۷۹       | [ ۸۸ ] [ ۸۹ ] [ ۹۰ ]        |
| ۲۲   | سلسله طاهریان        | ۵۲ سال   | ۸۲۱ م      | ۸۷۳ م      | [ ۹۱ ]                      |
| ۲۳   | نظام جمهوری اسلامی   | ۴۷ سال   | ۱۹۷۹       | تا به کنون |                             |
| ۲۴   | سربداران             | ۴۴ سال   | ۱۳۳۷       | ۱۳۸۱       | [ ۹۲ ]                      |
| ۲۵   | سلسله زندیه          | ۴۳ سال   | ۱۷۵۱       | ۱۷۹۴       | [ ۹۳ ] [ ۹۴ ] [ ۹۵ ]        |
| ۲۶   | هوتکیان              | ۲۹ سال   | ۱۷۰۹       | ۱۷۳۸       | [ ۹۶ ]                      |

## فهرست بر پایه گستره فرمانروایی
| ردیف | نام سلسله            | وسعت                   | شاهان بزرگ                         | گستره | منبع                    |
| ---- | -------------------- | ---------------------- | ---------------------------------- | ----- | ----------------------- |
| ۱    | شاهنشاهی هخامنشی     | ۸٬۰۰۰٬۰۰۰ کیلومترمربع  | کوروش بزرگ داریوش بزرگ خشایارشا    |       | [ ب ] [ ۱۰۳ ]           |
| ۲    | شاهنشاهی ساسانی      | ۶٬۶۰۰٬۰۰۰ کیلومترمربع  | خسرو انوشیروان خسروپرویز شاپور دوم |       | [ ۱۰۴ ] [ ۱۰۵ ] [ ۱۰۶ ] |
| ۳    | سلسله افشاری         | ۵٬۰۰۰٬۰۰۰ کیلومترمربع  | نادر شاه                           |       | [ ۱۰۷ ] [ پ ]           |
| ۴    | امپراتوری تیموری     | ۴٬۴۰۰٬۰۰۰ کیلومترمربع  | تیمور لنگ                          |       | [ ۱۰۸ ] [ ۱۰۹ ]         |
| ۵    | امپراتوری سلجوقی     | ۳٬۹۰۰٬۰۰۰ کیلومترمربع  | ملکشاه یکم                         |       | [ ۱۱۰ ] [ ۱۱۱ ]         |
| ۶    | امپراتوری سلوکی      | ۳٬۹۰۰٬۰۰۰ کیلومترمربع  | سلوکوس اول                         |       | [ ۱۱۲ ]                 |
| ۷    | ایلخانان             | ۳٬۷۵۰٬۰۰۰ کیلومترمربع  | هلاکو خان                          |       | [ ۱۱۳ ] [ ۱۱۴ ]         |
| ۸    | امپراتوری خوارزمشاهی | ۳٬۶۰۰٬۰۰۰ کیلومترمربع  | محمد خوارزمشاه                     |       | [ ۱۱۵ ] [ ۱۱۶ ]         |
| ۹    | امپراتوری غزنوی      | ۳٬۴۰۰٬۰۰۰ کیلومترمربع  | سلطان محمود غزنوی                  |       | [ ۱۱۷ ] [ ۱۱۸ ]         |
| ۱۰   | شاهنشاهی صفوی        | ۲٬۹۰۰٬۰۰۰ کیلومترمربع  | شاه عباس بزرگ                      |       | [ ۱۱۹ ]                 |
| ۱۱   | سلسله سامانیان       | ۲٬۸۵۰٬۰۰۰ کیلومترمربع  | نصر دوم                            |       | [ ۱۲۰ ] [ ۱۲۱ ]         |
| ۱۲   | شاهنشاهی اشکانی      | ۲٬۸۰۰٬۰۰۰ کیلومترمربع  | مهرداد دوم                         |       | [ ۱۲۲ ] [ ۱۲۳ ]         |
| ۱۳   | شاهنشاهی ماد         | ۲٬۷۰۰٬۰۰۰ کیلومترمربع  | هووخشتره                           |       | [ ۱۲۴ ] [ ۱۲۵ ]         |
| ۱۴   | سلسله غوریان         | ۲٬۰۰۰٬۰۰۰ کیلومترمربع  | غیاث‌الدین غوری                     |       | [ ۱۱۹ ]                 |
| ۱۵   | سلسله صفاریان        | ۲٬۰۰۰٬۰۰۰ کیلومترمربع  | عمرو لیث صفاری                     |       |                         |
| ۱۶   | سلسله زندیان         | ۱٬۹۰۰٬۰۰۰ کیلومترمربع  | کریم خان زند                       |       |                         |
| ۱۷   | شاهنشاهی پهلوی       | ۱٬۶۴۹٬۰۰۰ کیلومترمربع  | رضا شاه                            |       |                         |
| ۱۸   | نظام جمهوری اسلامی   | ۱٬۶۴۸٬۱۹۵ کیلومترمربع  | روح‌الله خمینی                      |       | [ ۱۲۶ ]                 |
| ۱۹   | سلسله آل بویه        | ۱٬۶۰۰٬۰۰۰ کیلومترمربع  | عضدالدوله                          |       | [ ۱۲۷ ] [ ۱۲۸ ]         |
| ۲۰   | حکومت قاجاریان       | ۱٬۳۰۰٬۰۰۰ کیلومتر مربع | فتحعلی شاه قاجار                   |       |                         |
| ۲۱   | سلسله طاهریان        | ۱٬۰۰۰٬۰۰۰ کیلومترمربع  | عبدالله بن طاهر                    |       | [ ۱۲۹ ]                 |
| ۲۲   | سلسله آل زیار        | ۳۰۰٬۰۰۰ کیلومترمربع    | مرداویچ زیاری                      |       |                         |
| ۲۳   | سربداران             | ۳۰۰٬۰۰۰ کیلومترمربع    | وجیه الدین مسعود                   |       |                         |

## فهرست سلسله‌های غیر ایرانی
| ردیف | نام سلسله         | فتح ایران | فروپاشی در ایران | بنیان‌گذار      | تبار   | منبع                            |
| ---- | ----------------- | --------- | ---------------- | -------------- | ------ | ------------------------------- |
| ۱    | امپراتوری مقدونیه | ۳۲۸ پ. م  | ۳۱۲ پ. م         | کارانوس مقدونی | مقدونی | [ ۶۲ ] [ ۱۳۰ ]                  |
| ۲    | امپراتوری سلوکی   | ۳۱۲ پ. م  | ۱۷۵ پ. م         | سلوکوس یکم     | یونانی | [ ۱۳۱ ] [ ۱۳۲ ] [ ۱۳۳ ] [ ۱۳۴ ] |
| ۳    | خلافت راشدین      | ۶۴۴ م     | ۶۶۱ م            | ابوبکر         | عرب    | [ ۱۳۵ ]                         |
| ۴    | خلافت امویان      | ۶۶۱ م     | ۷۵۰ م            | معاویه         | عرب    | [ ۱۳۶ ]                         |
| ۵    | خلافت عباسی       | ۷۵۰ م     | ۸۲۱ م            | سفاح           | عرب    | [ ۱۳۸ ] [ ۱۳۹ ]                 |
| ۶    | غزنویان           | ۹۶۳ م     | ۱۱۸۷ م           | سبکتگین        | ترک    | [ ۱۴۰ ] [ ۱۴۱ ]                 |
| ۷    | سلجوقیان          | ۱۰۳۷ م    | ۱۱۹۴ م           | طغرل بیک       | ترک    | [ ۱۴۲ ] [ ۱۴۳ ]                 |
| ۸    | خوارزمشاهیان      | ۱۰۷۷ م    | ۱۲۳۱ م           | انوشتکین       | ترک    | [ ۱۴۴ ] [ ۱۴۵ ]                 |
| ۹    | ایلخانان          | ۱۲۵۶ م    | ۱۳۴۹ م           | هولاکو خان     | مغول   | [ ۱۴۶ ]                         |
| ۱۰   | امپراتوری تیموری  | ۱۳۷۰ م    | ۱۵۰۶ م           | امیر تیمور     | ترک    | [ ۱۴۷ ] [ ۱۴۸ ]                 |
| ۱۱   | جلایریان          | ۱۳۴۰ م    | ۱۴۳۲ م           | شیخ حسن بزرگ   | مغول   | [ ۱۴۹ ] [ ۱۵۰ ]                 |
| ۱۲   | چوپانیان          | ۱۳۳۵ م    | ۱۳۵۷ م           | شیخ حسن کوچک   | مغول   | [ ۱۵۱ ] [ ۱۵۲ ] [ ۱۵۳ ]         |

## فهرست اسطوره‌ای
| پیشدادیان | کیومرث تا زوطهماسپ      | ۹ پادشاهی (با شمارش پادشاهی ضحاک که بیگانه است)        |
| کیانیان   | کیقباد تا اسکندر        | ۱۰ پادشاهی (با شمارش پادشاهی اسکندر که نیمه‌ایرانی است) |
| اشکانیان  | اشک تا اردوان بزرگ      | ۹ پادشاهی (جز اردوان نام دیگران فهرست‌وار آمده است)     |
| ساسانیان  | اردشیر تا یزدگرد شهریار | ۳۰ پادشاهی                                             |
| شمار کل   | همهٔ پادشاهی‌ها           | ۵۸ پادشاهی                                             |

## نقشه‌های ایران در سلسله‌های گوناگون

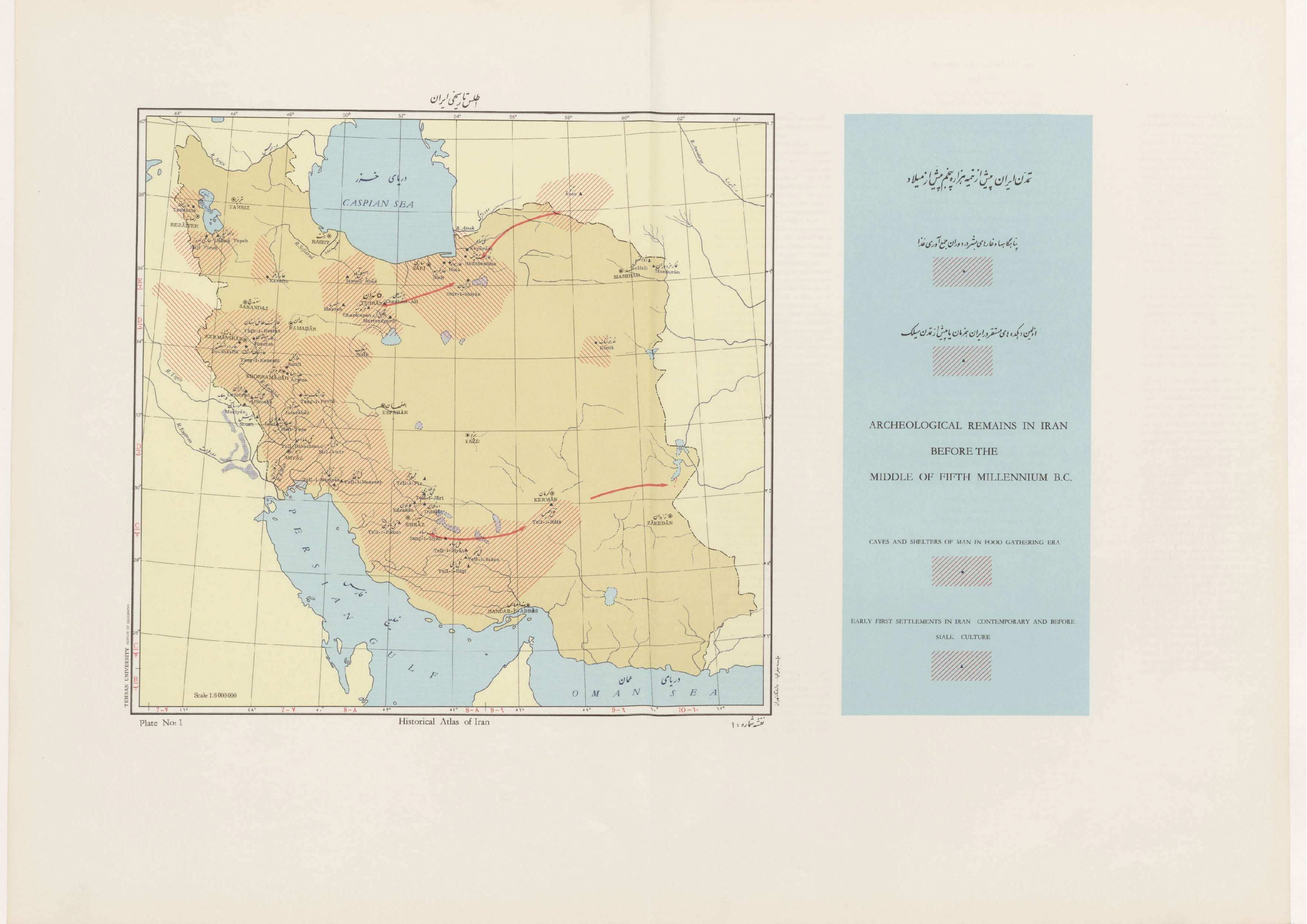
پناهگاه‌ها و دهکده‌های اولیه در نیمه هزاره پنجم پیش از میلاد
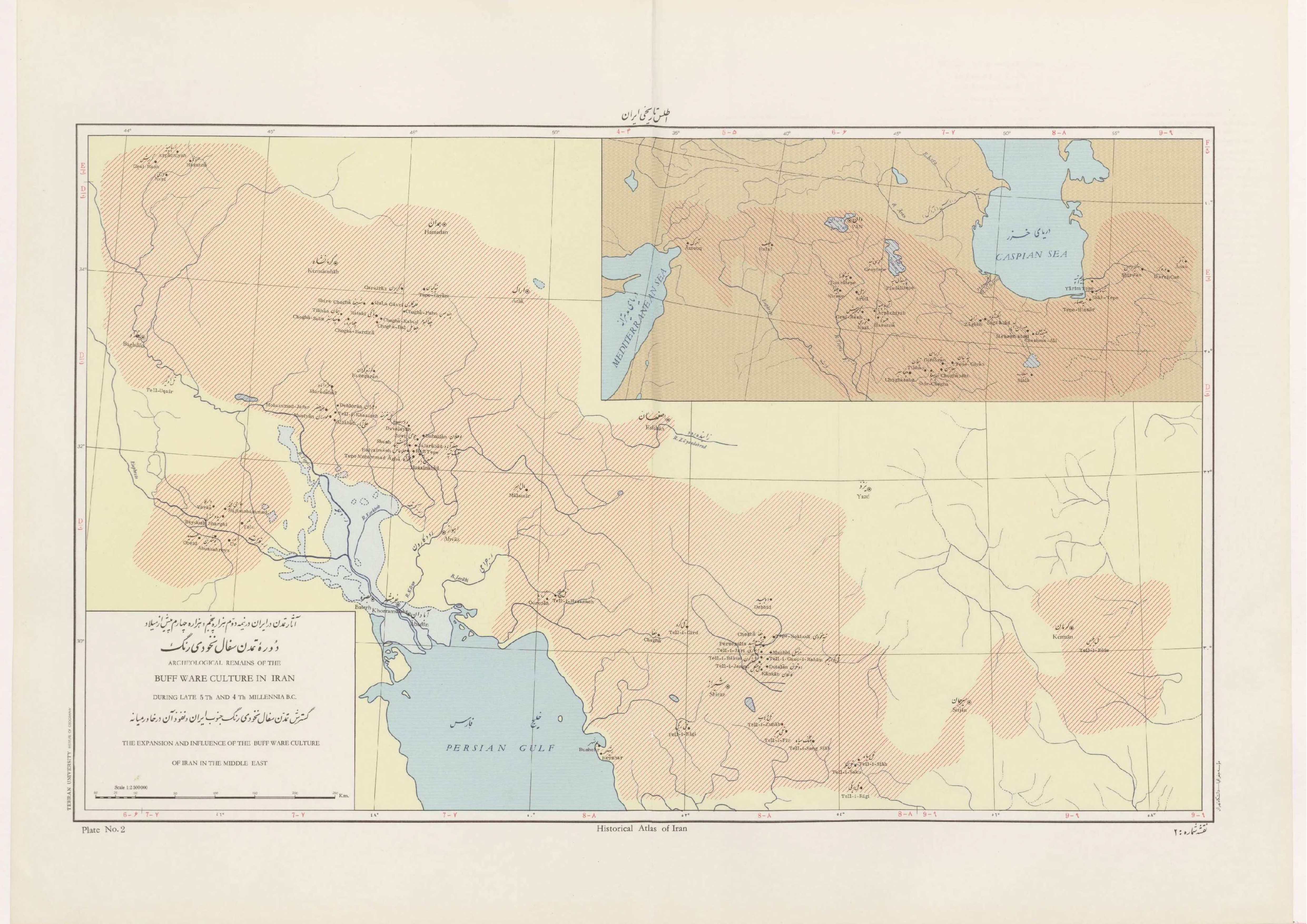
تمدن سفال نخودی رنگ
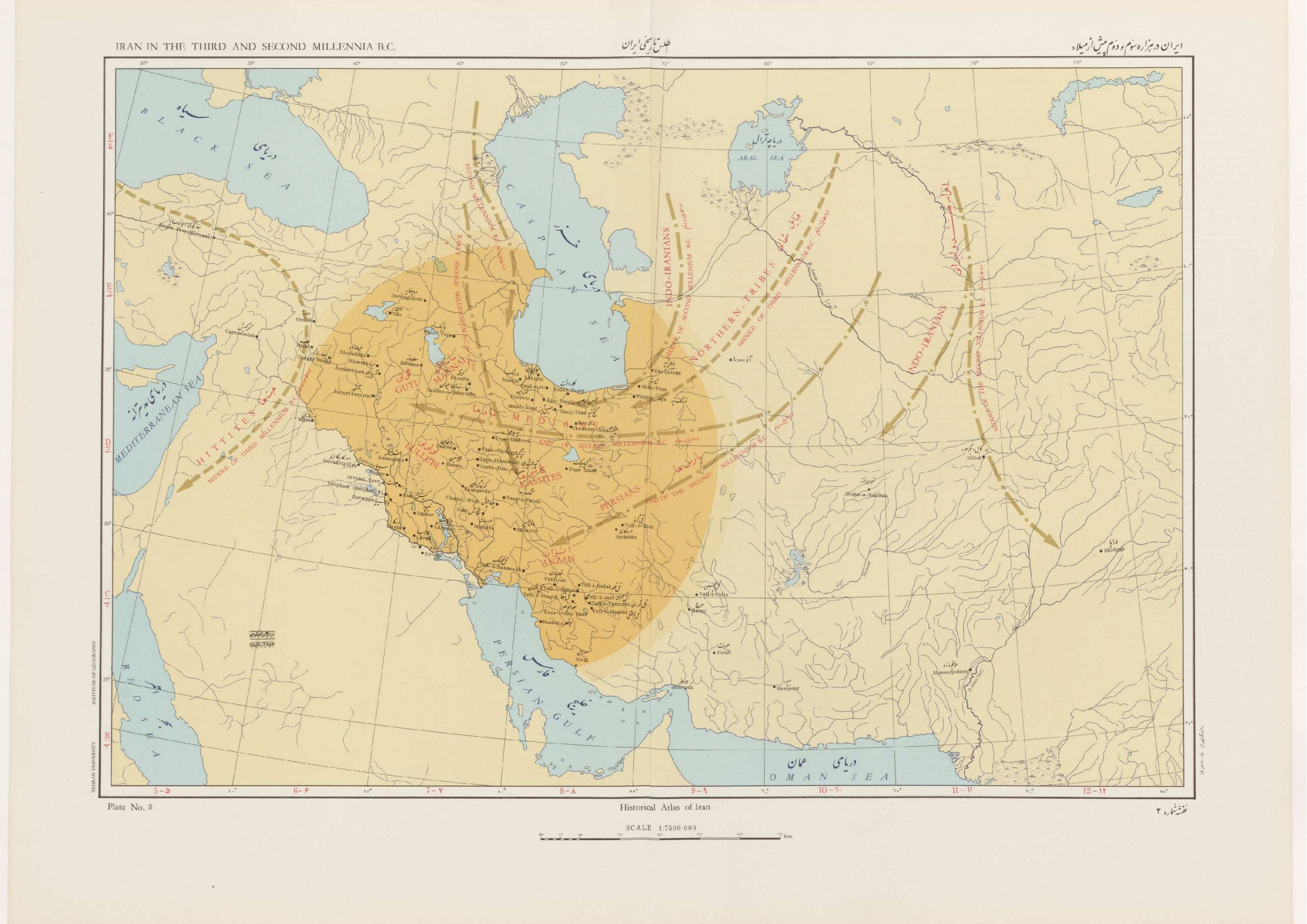
مهاجرت آریایی‌ها به فلات ایران
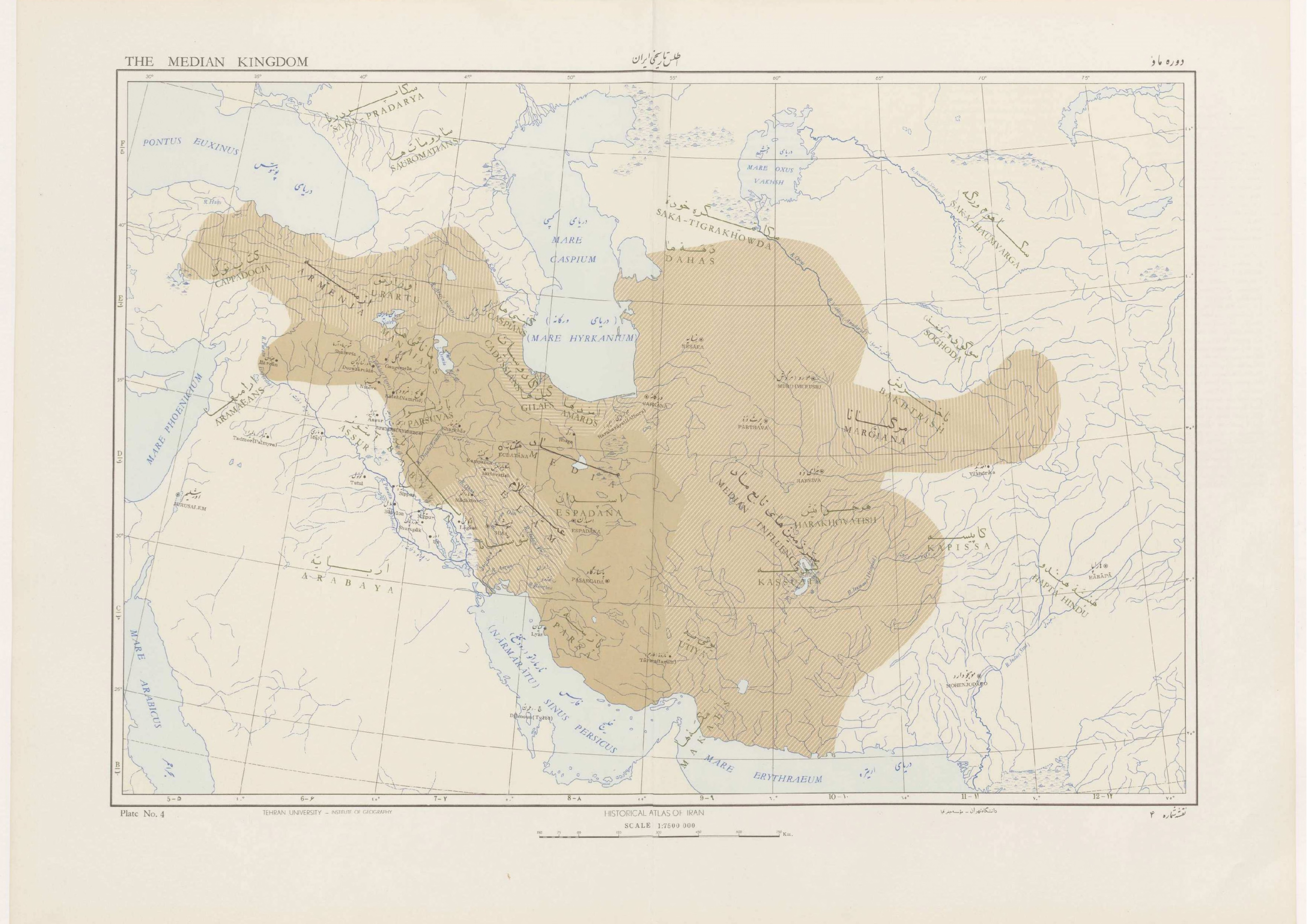
پادشاهی ماد
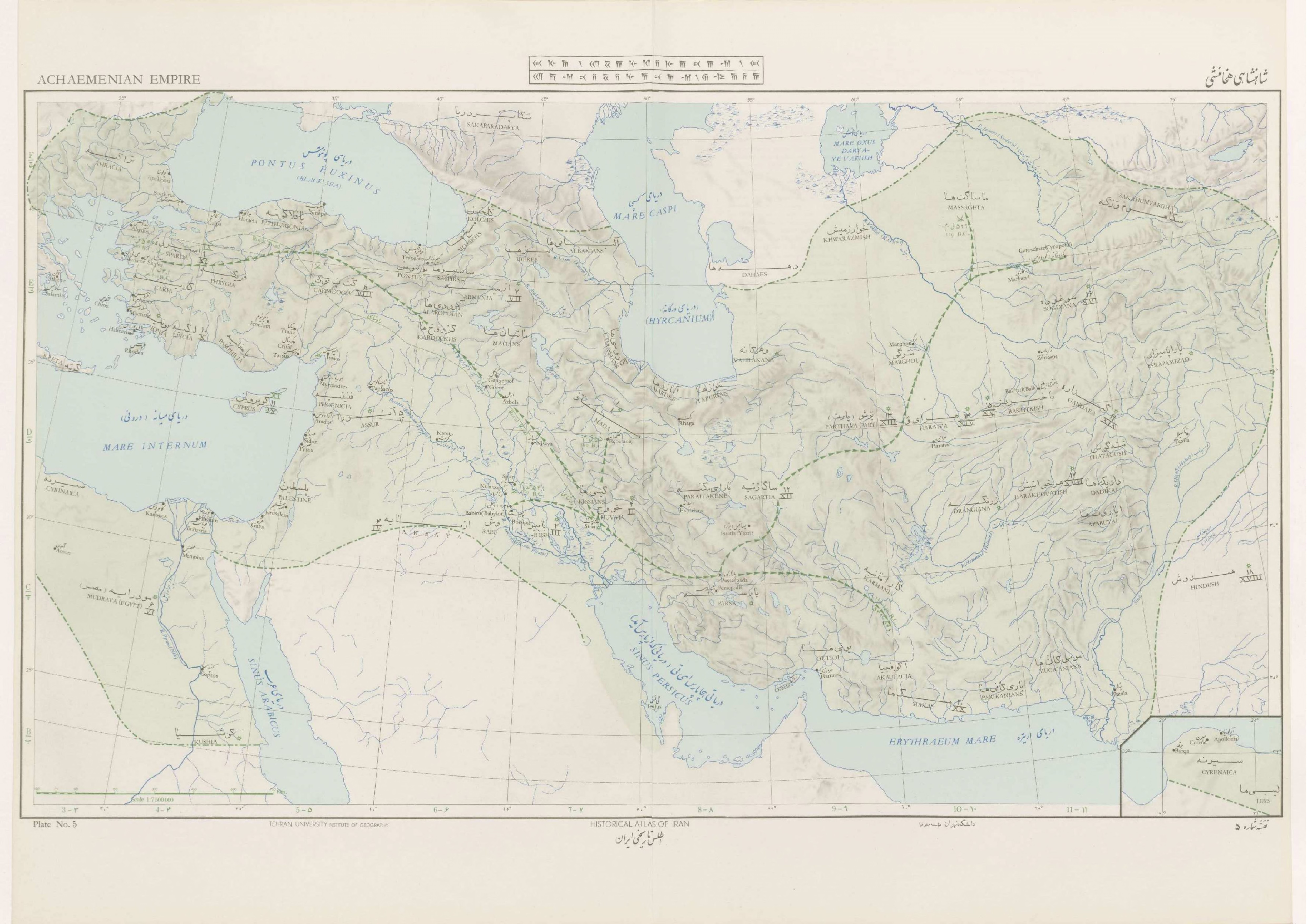
شاهنشاهی هخامنشی
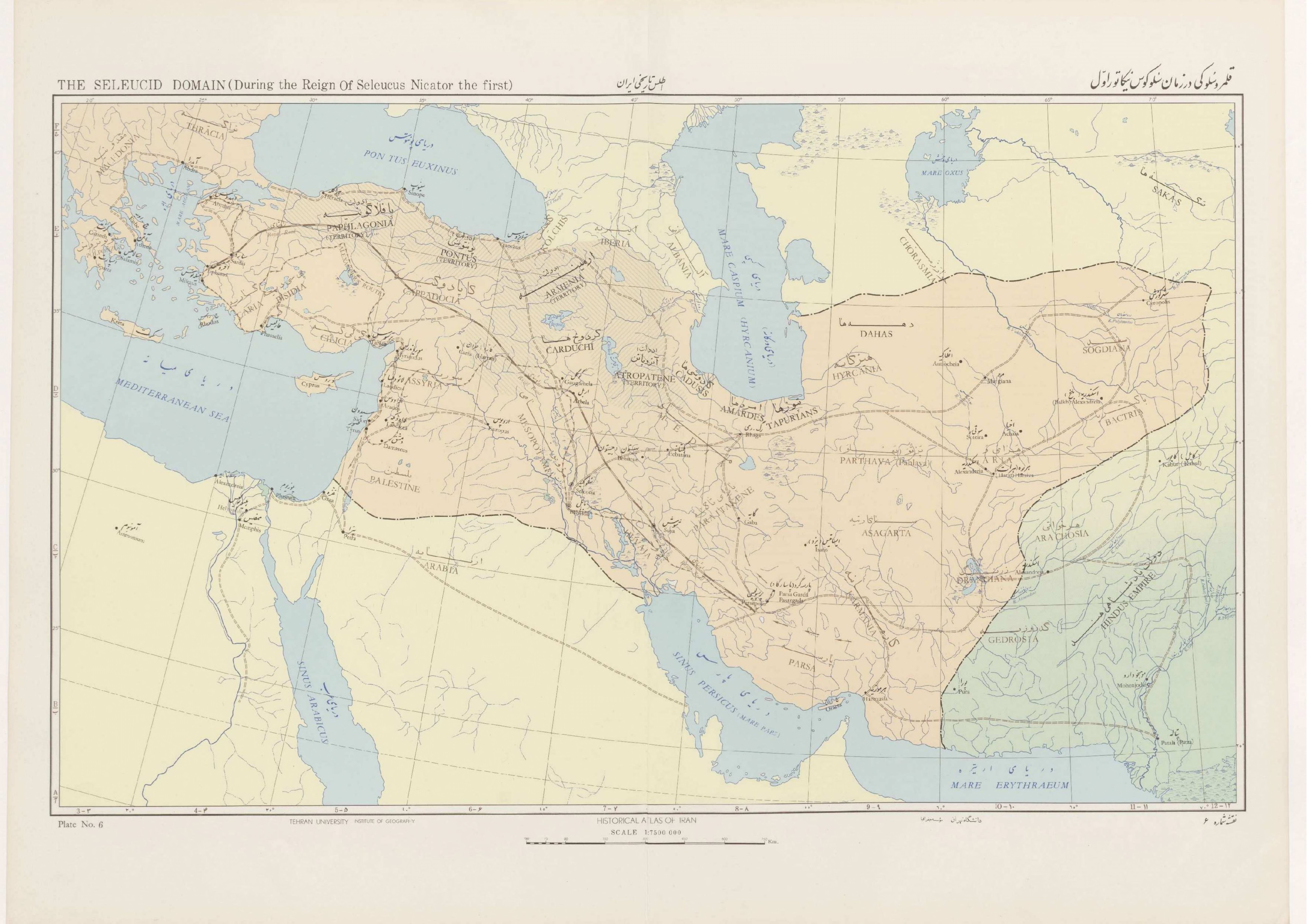
امپراتوری سلوکی
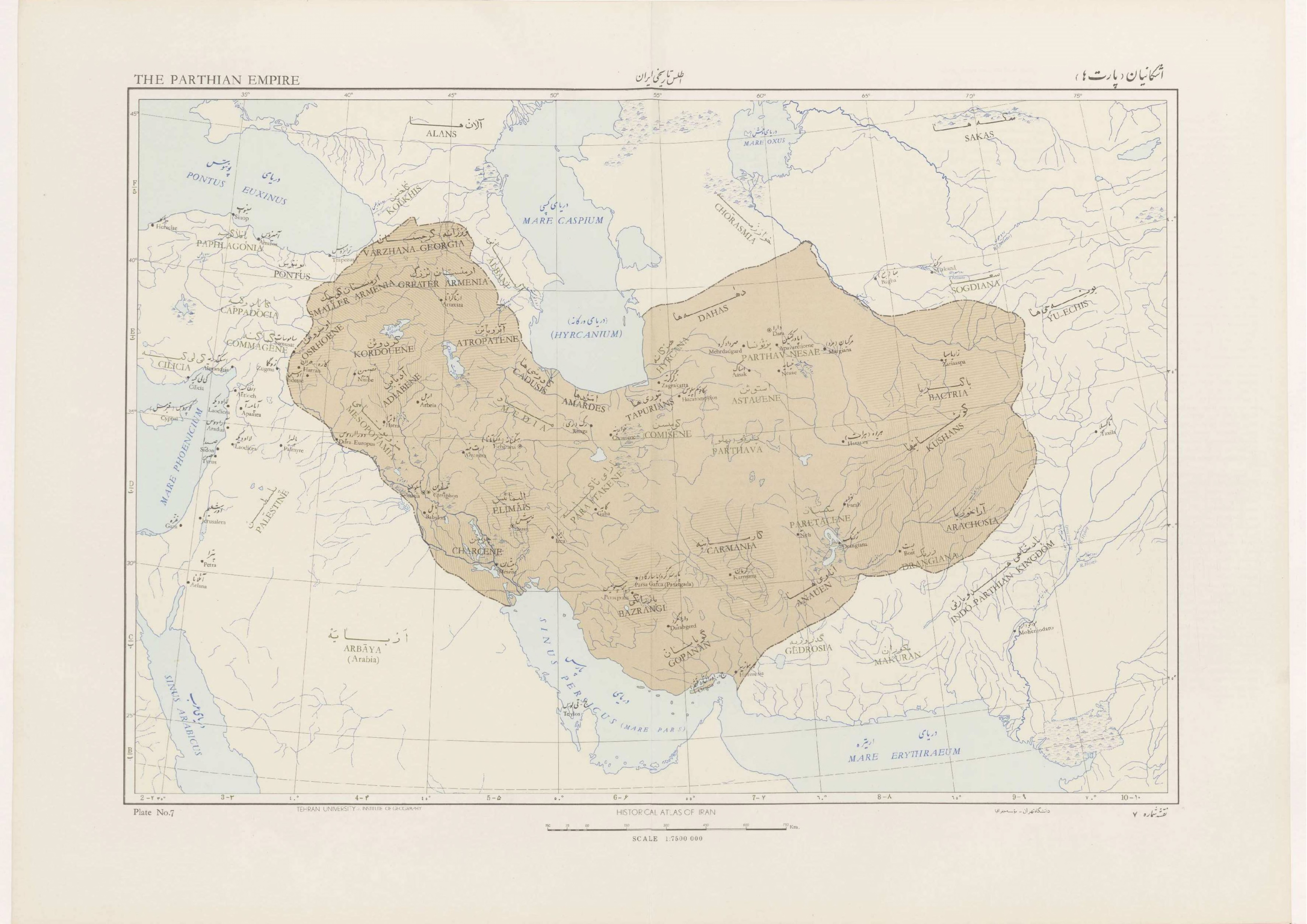
شاهنشاهی اشکانی
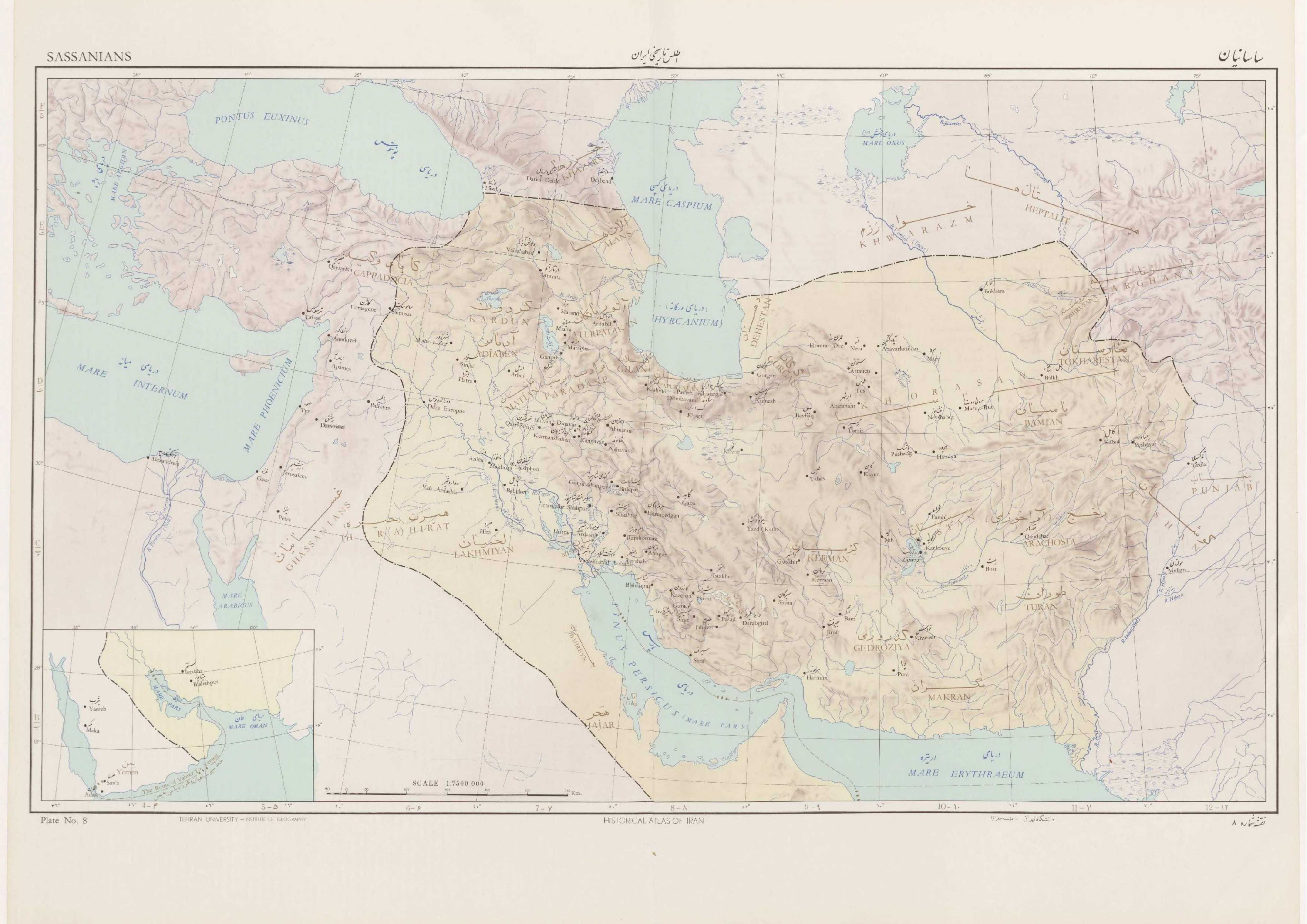
شاهنشاهی ساسانی
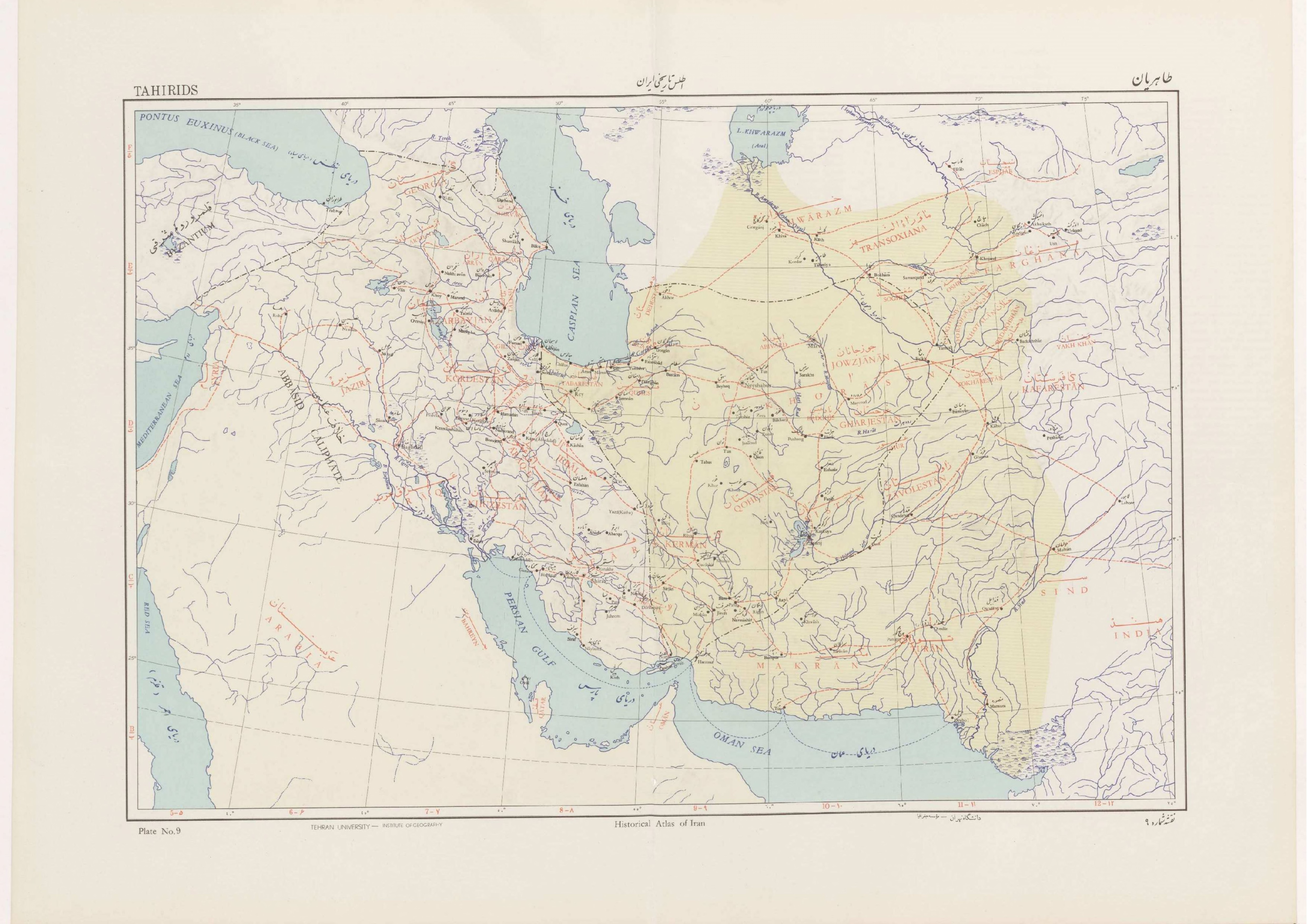
سلسله طاهریان
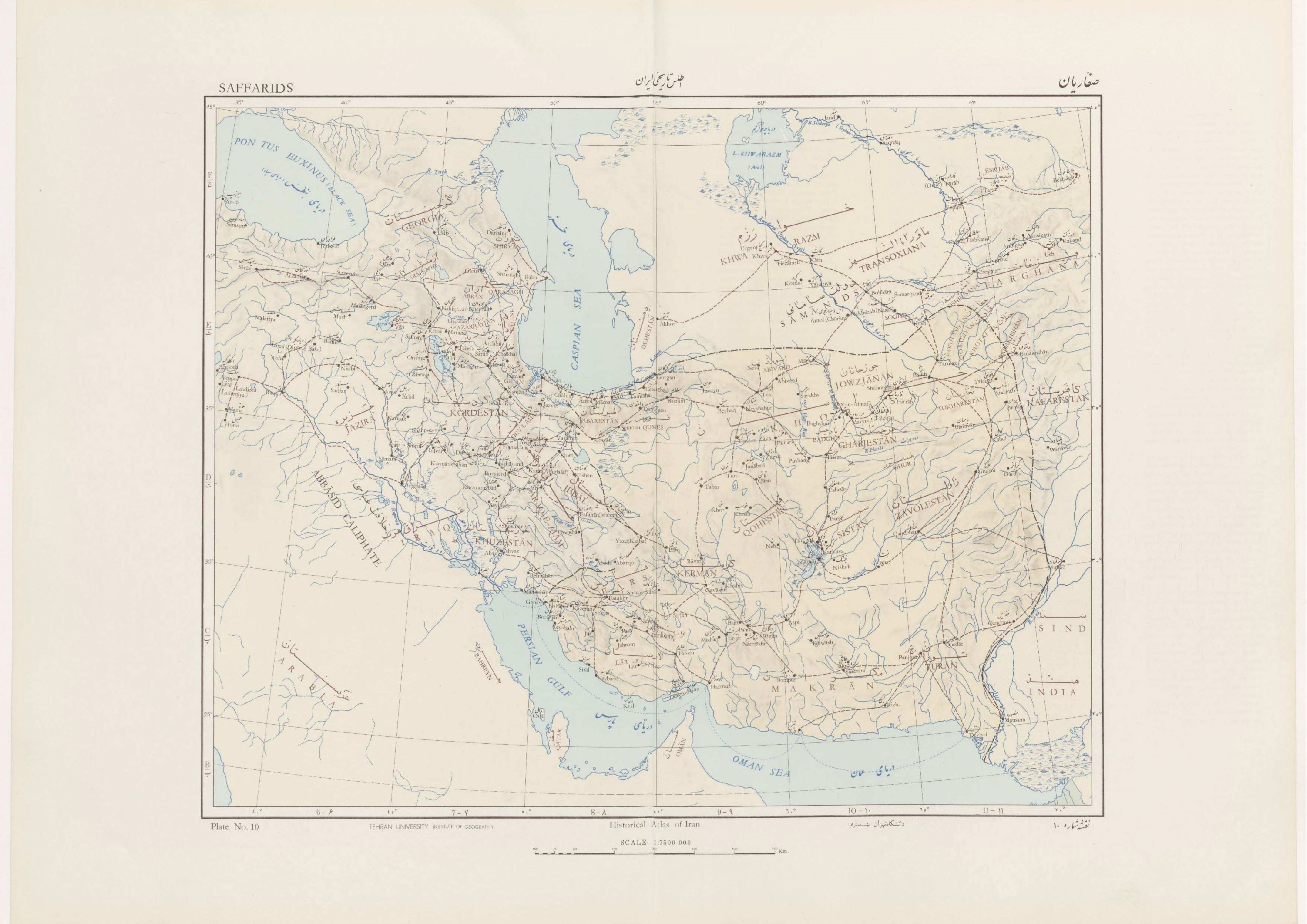
سلسله صفاریان
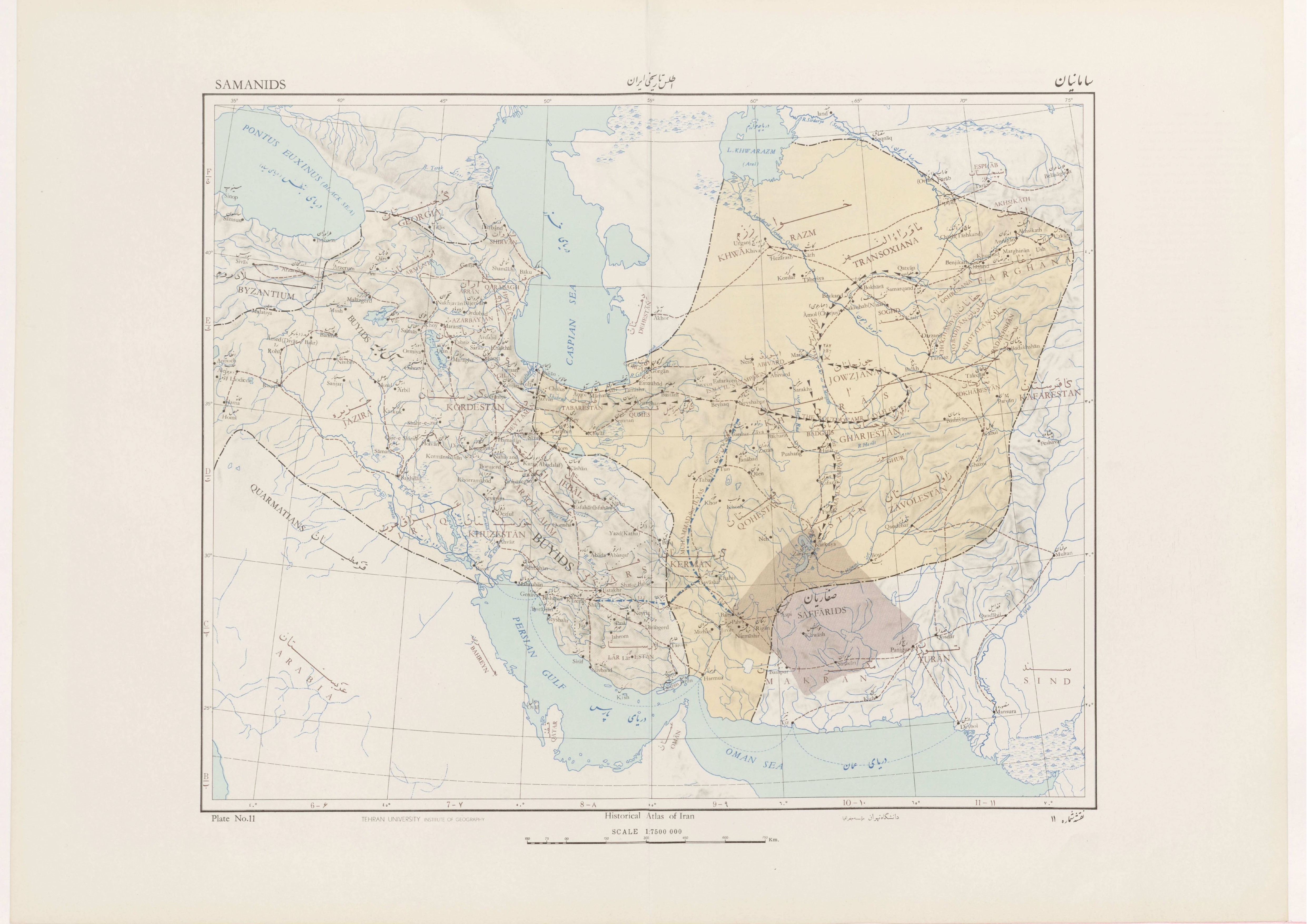
سلسله سامانیان
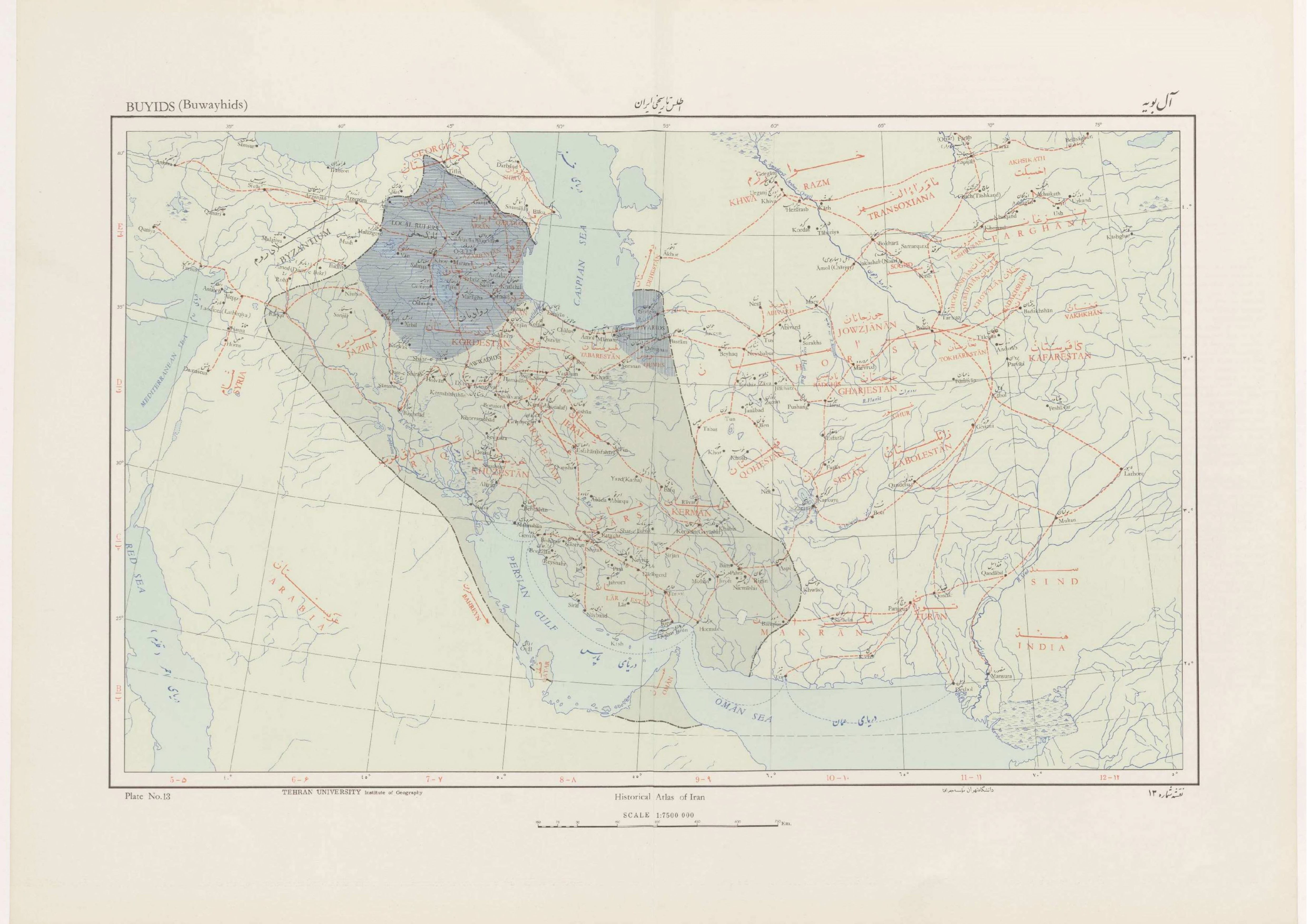
آل بویه
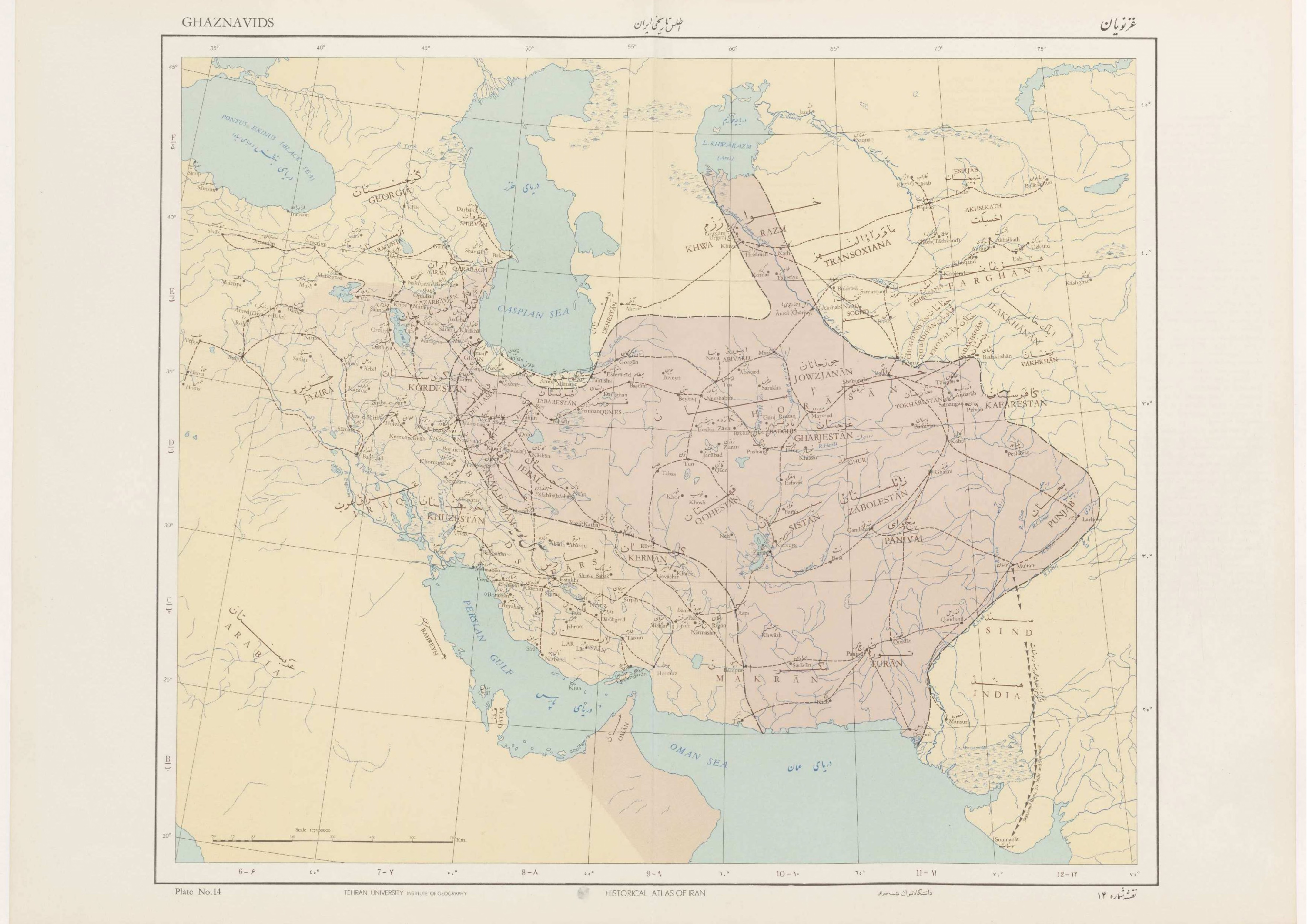
امپراتوری غزنوی
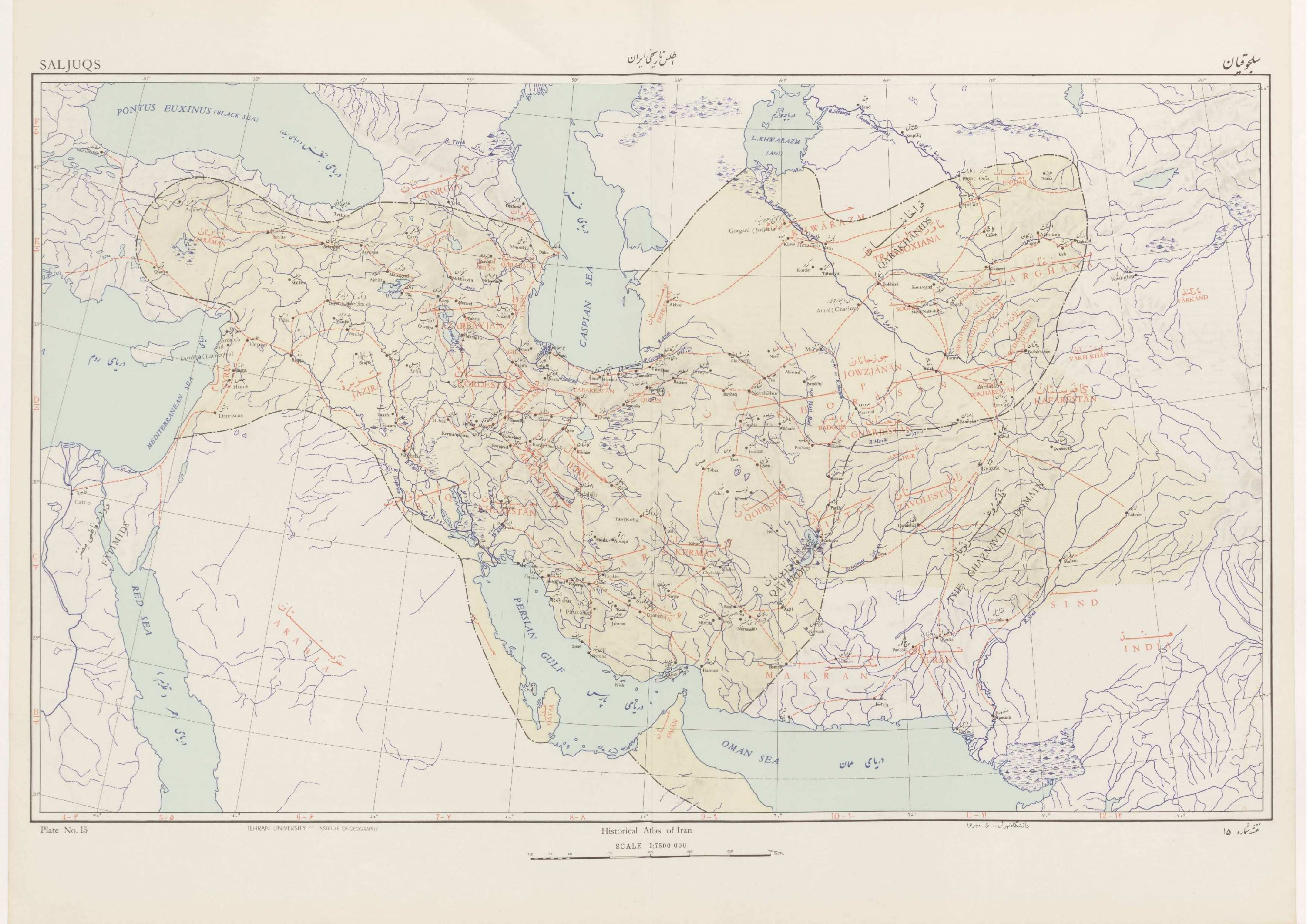
امپراتوری سلجوقی
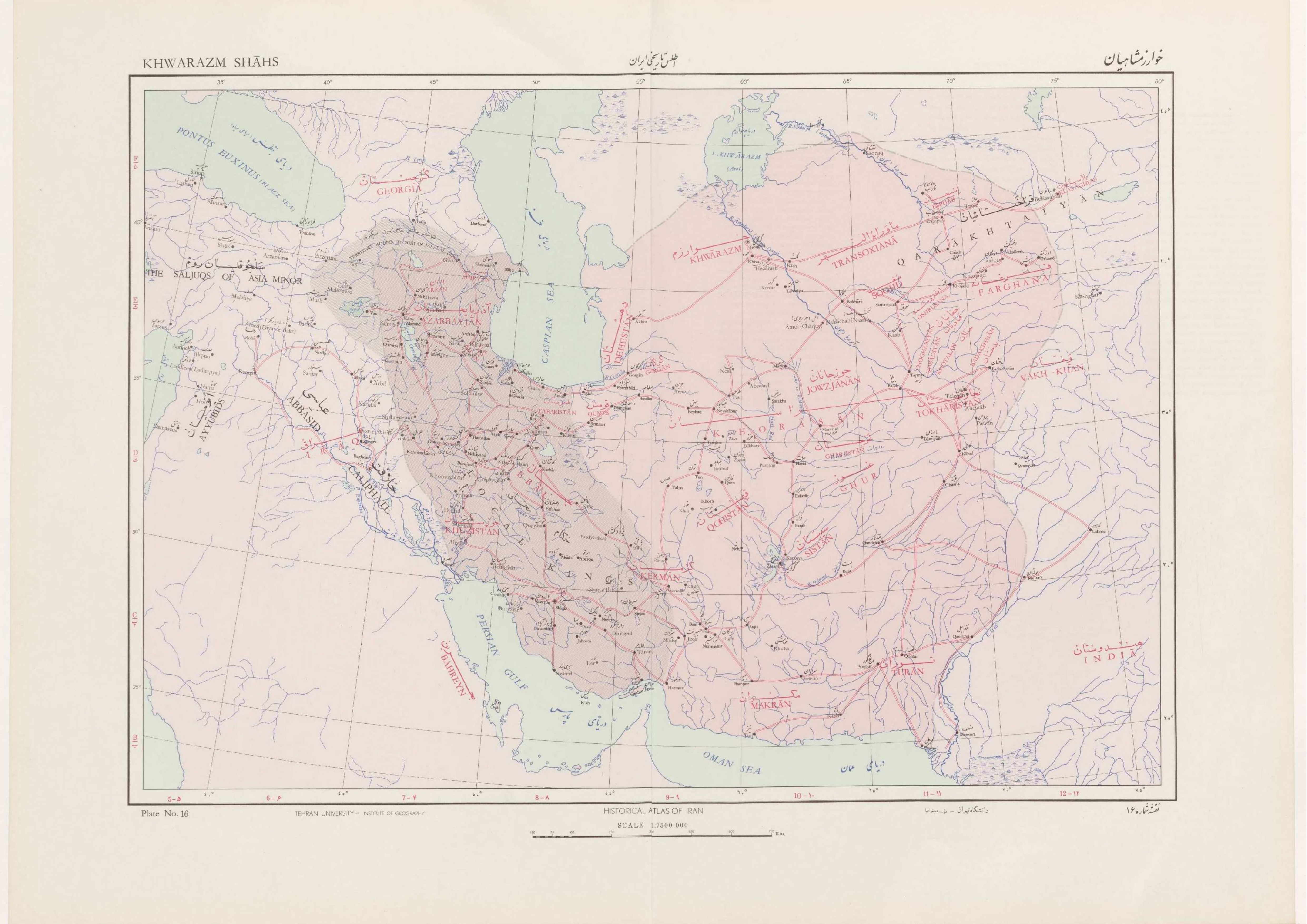
امپراتوری خوارزمشاهی
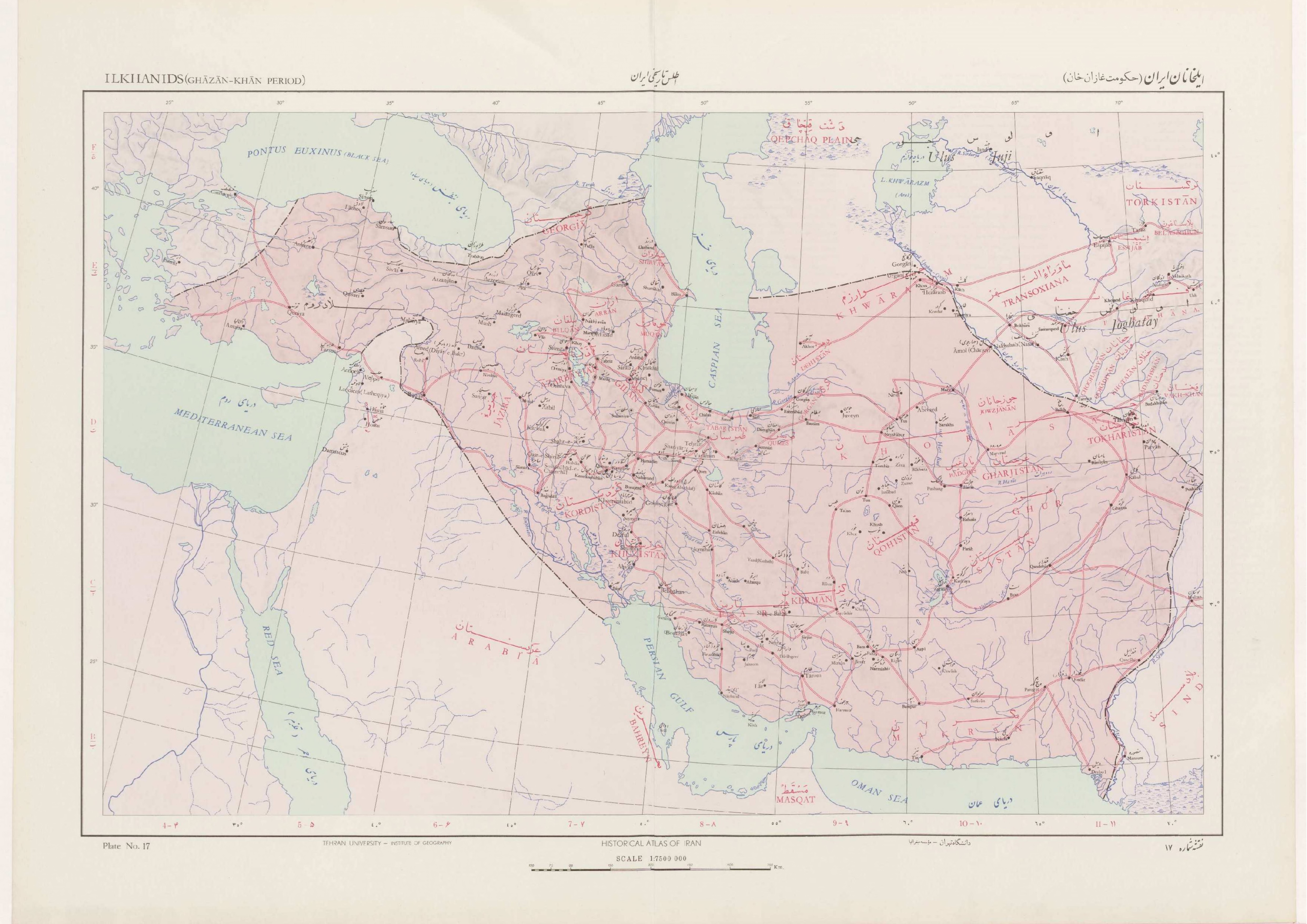
ایلخانان
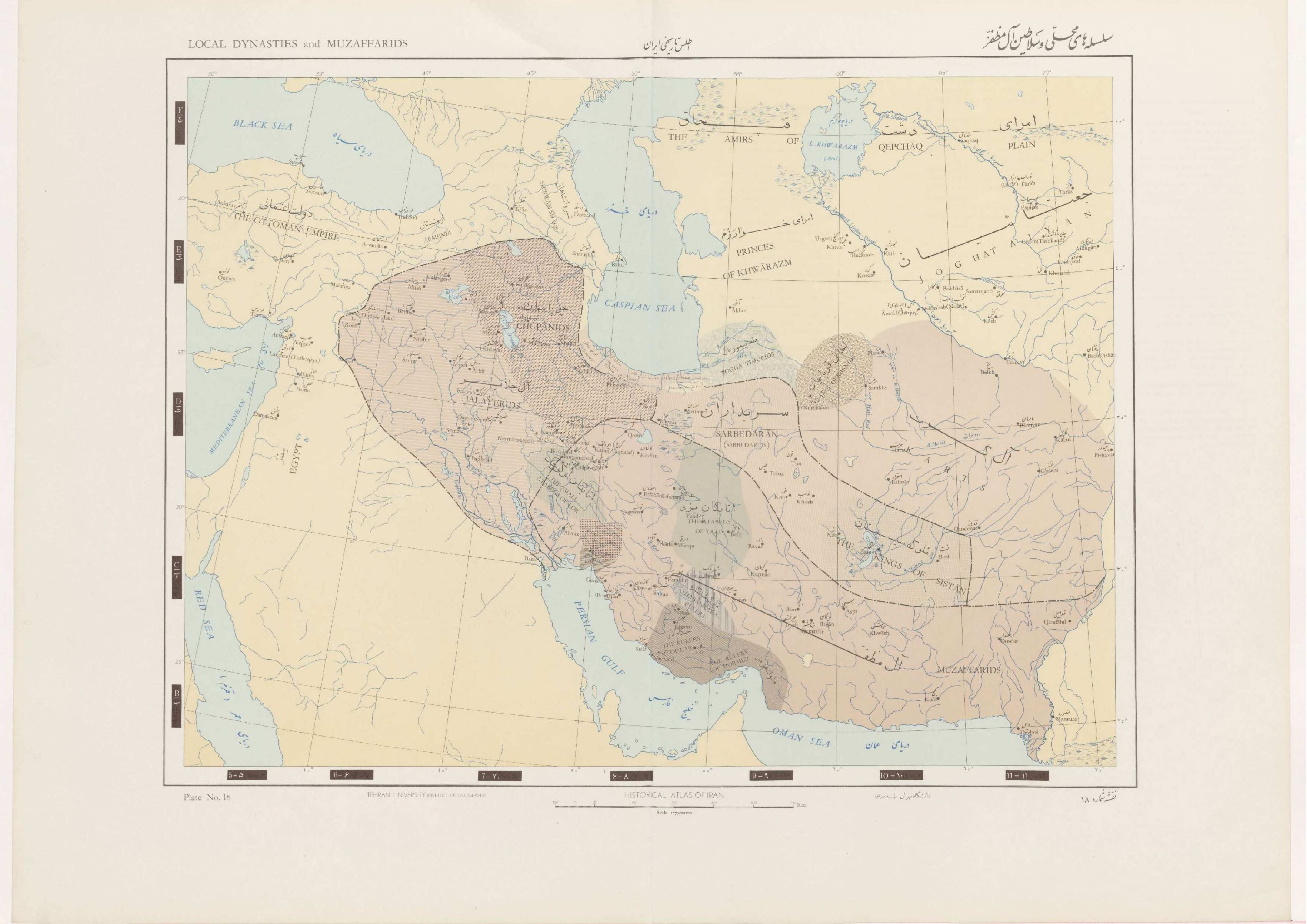
دوران ملوک‌الطوایفی اول
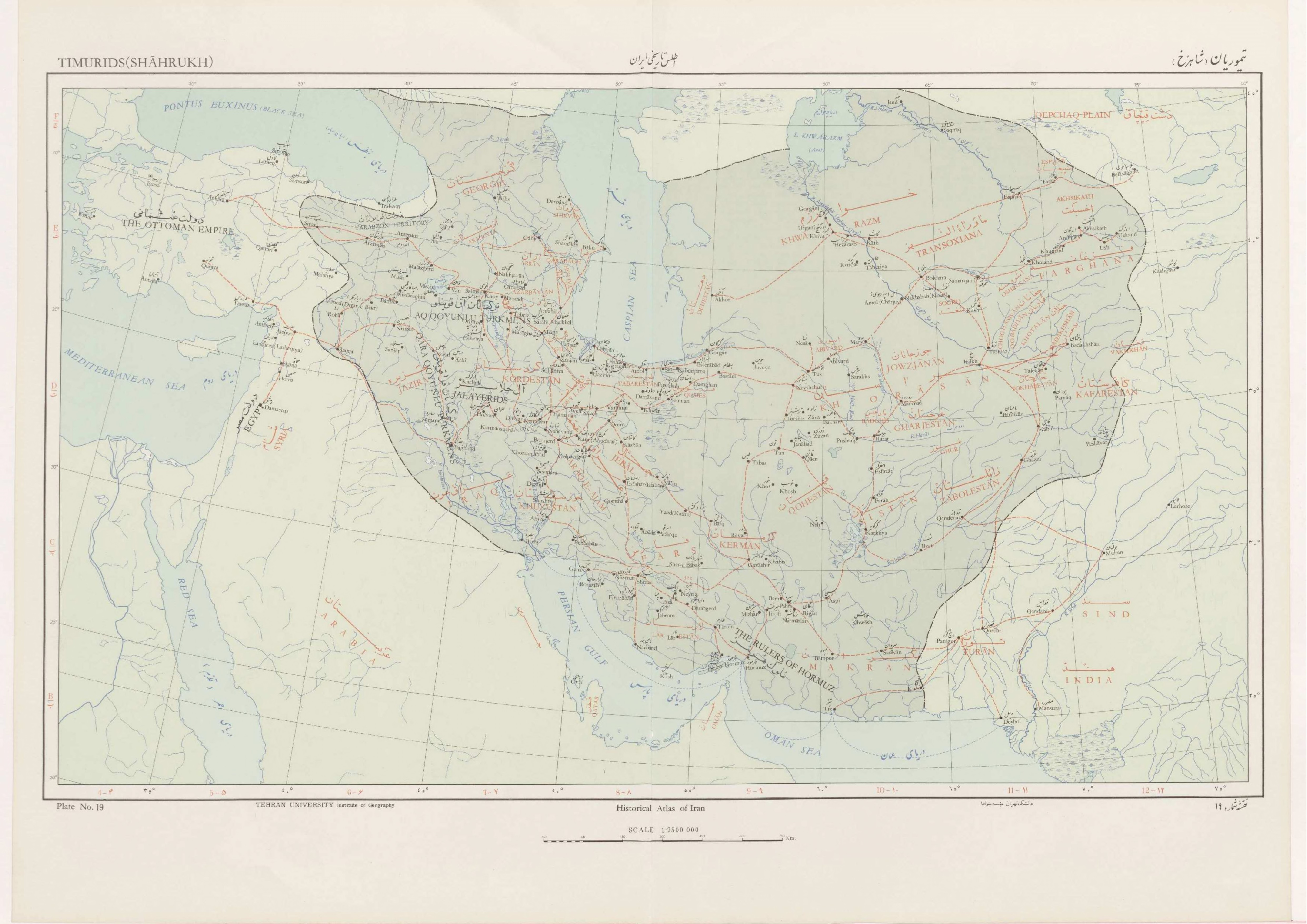
امپراتوری تیموری
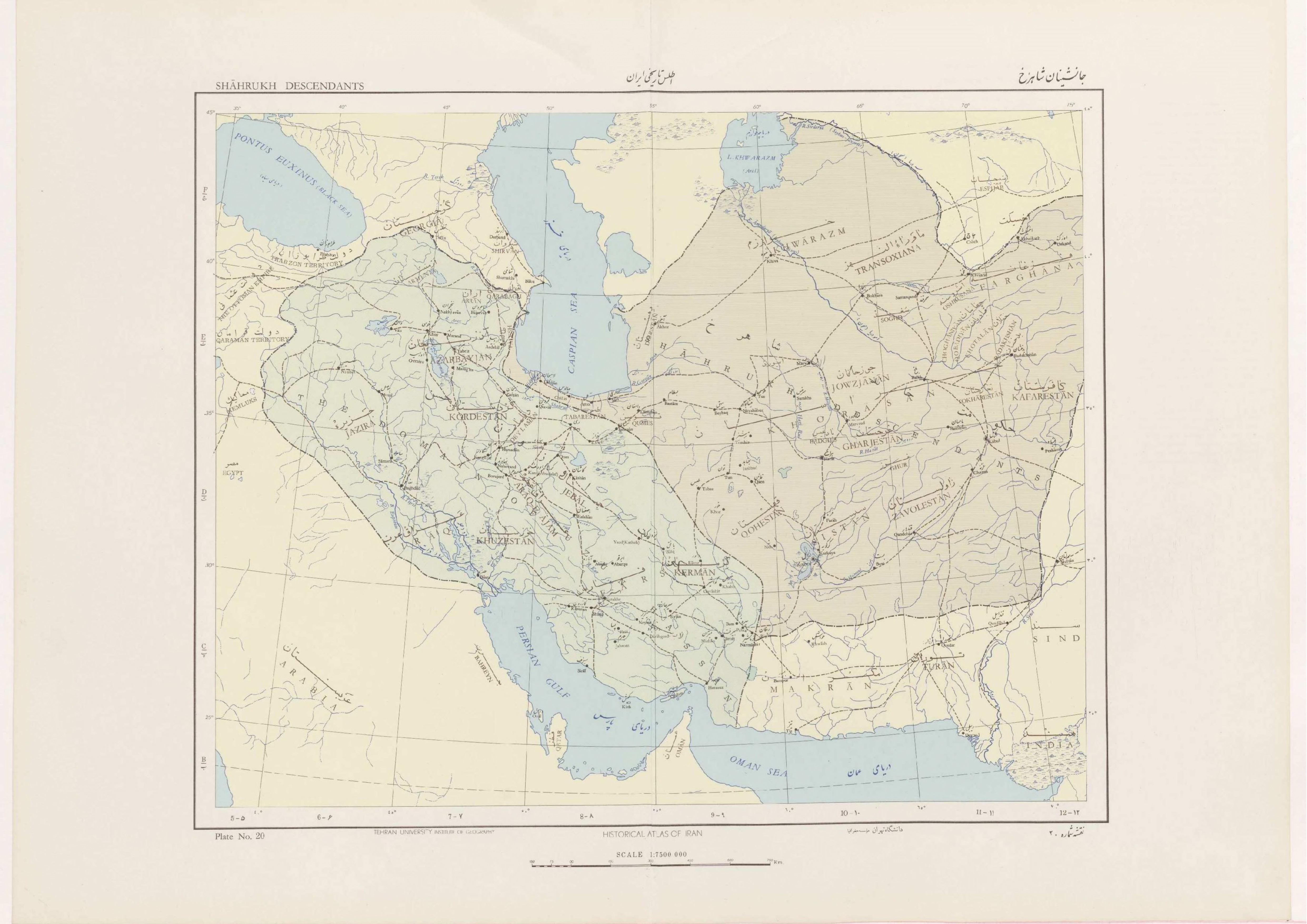
دوران ملوک‌الطوایفی دوم
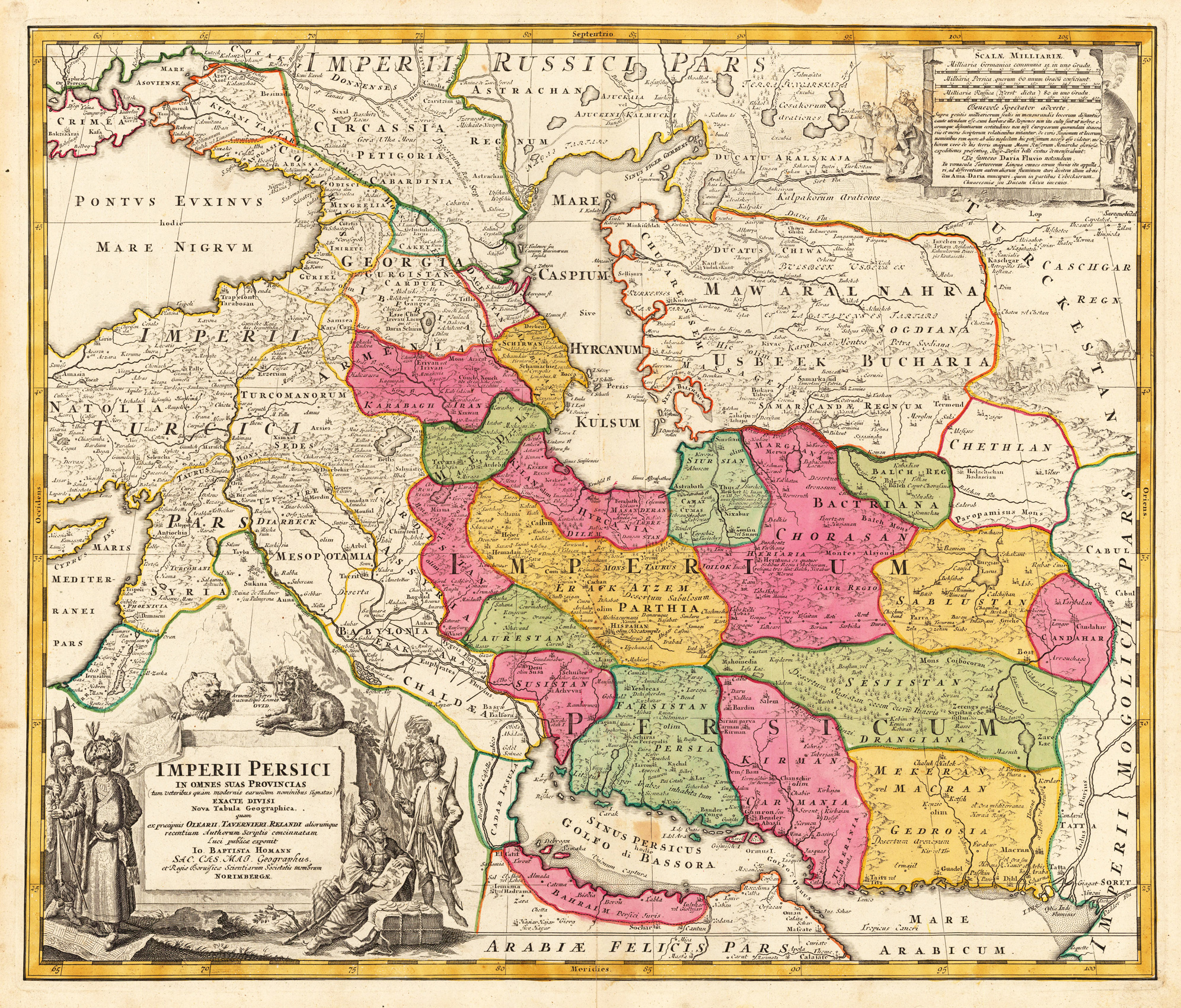
شاهنشاهی صفوی (تهیه شده در سال ۱۰۷۹ خورشیدی)
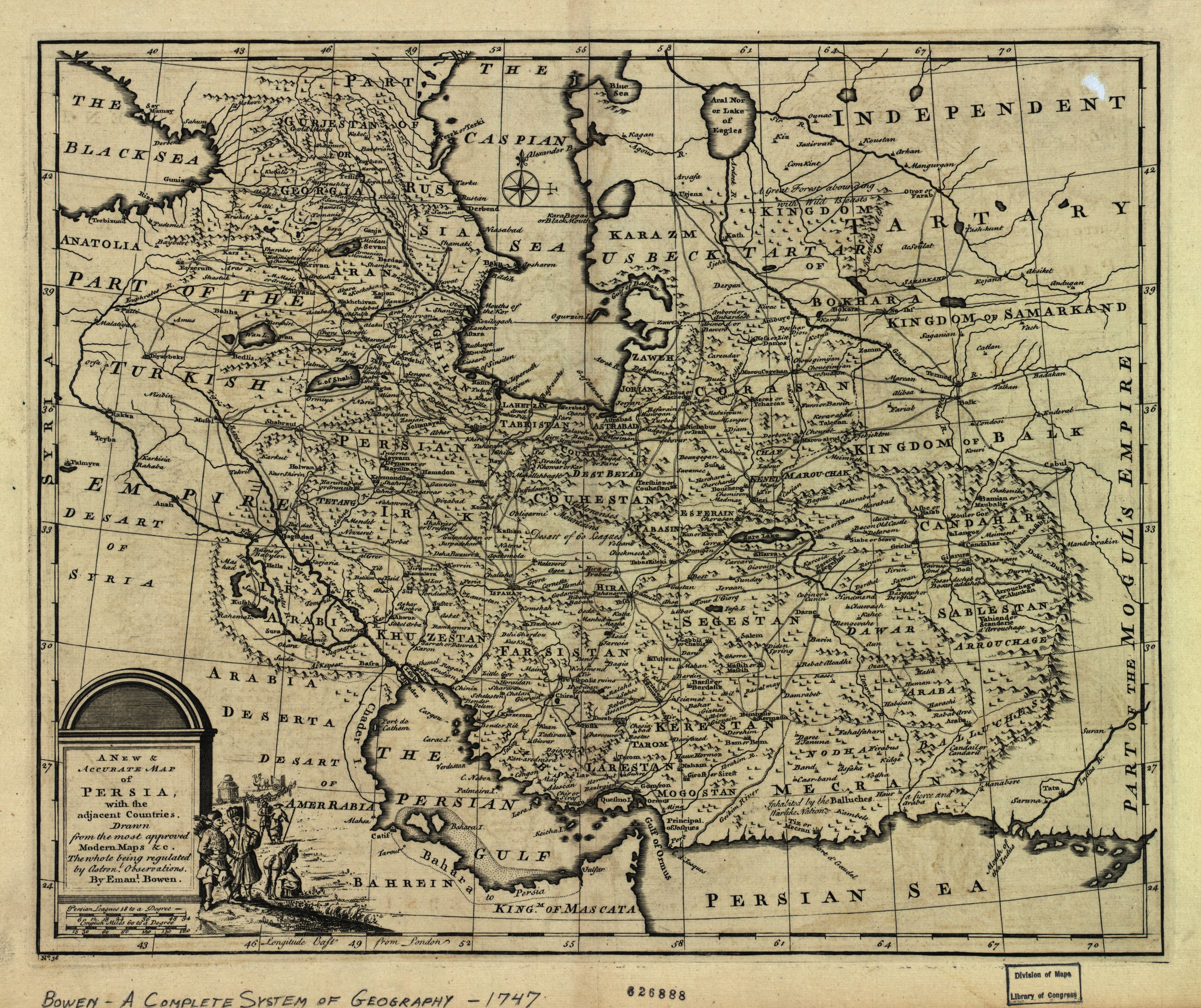
سلسله افشاری (امانوئل بوئن، ۱۱۲۶ خورشیدی)
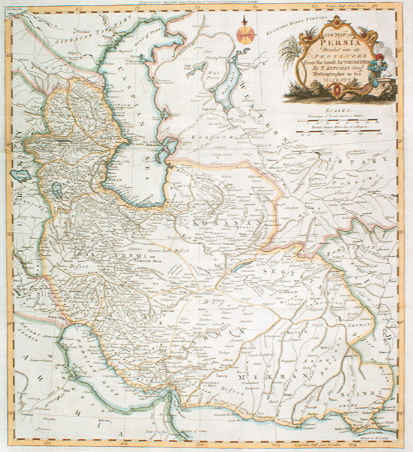
سلسله زندیه (سال ۱۱۶۱ هجری خورشیدی)
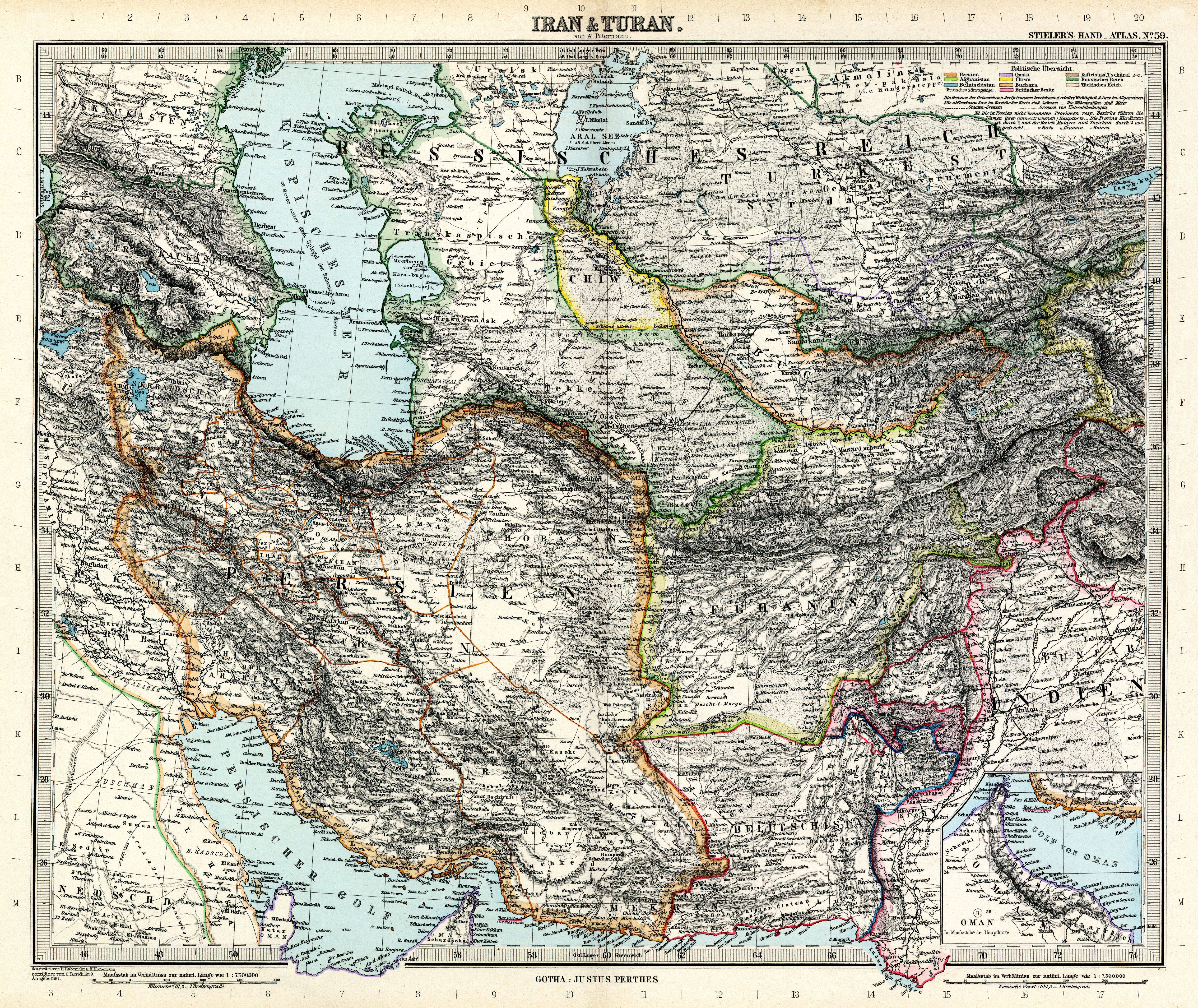
سلسله قاجار (آدولف اشتیلر، ۱۲۷۰ خورشیدی)
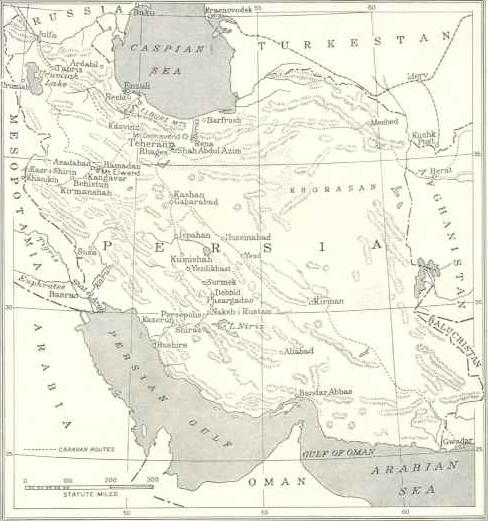
شاهنشاهی پهلوی (سال ۱۳۰۰ هجری خورشیدی)